# José San Martin
Pour les articles homonymes, voir San Martín.
José San Martin est un artiste peintre, dessinateur et graveur essentiellement sur bois né à Vilagarcía de Arousa (Galice, Espagne) le 15 avril 1951. Il vit en France depuis 1961, installé aujourd'hui à Vincennes.

## Biographie
« Je viens de la mer, j'ai besoin de l'horizon » dit José San Martin pour rappeler qu'il est né « entre mer, montagnes et forêts », à Vilagarcía de Arousa, port naturel de Saint-Jacques-de-Compostelle. C'est en effet depuis l'enfance et son besoin d'horizon, confirme Frederik Reitz, que José San Martin « possède le sens des lignes et de l'architecture, ce sens typographique si particulier qui tient à ce qu'on appelle la composition ». Alors qu'il est âgé de 10 ans, ses parents décident de s'établir en France où il suivra des études d'architecture.
Les observateurs ont structuré le parcours de José San Martin en trois grandes périodes : Les années 1970 sont celles de la gravure sur bois, la décennie 1980 est celle de la peinture, l'année 1990 inaugurant l'expression par le livre d'artiste : trois champs séparés donc, gravure/peinture/livre d'artiste, ce cloisonnement étant toutefois fort relatif : si José San Martin n'a en réalité jamais cessé de peindre (huiles sur toiles, techniques mixtes mêlant acrylique, pochoirs et encre de Chine sur papiers marouflés), le livre d'artiste est de même un support d'expression qui le passionne depuis toujours. Mais, à l'instar de la peinture et au-delà précisément du « livre », le « livre d'artiste » de José San Martin devient « un espace, une terre de jeu et de liberté qui s'appelle livre mais qui peut prendre des aspects fort divers ».

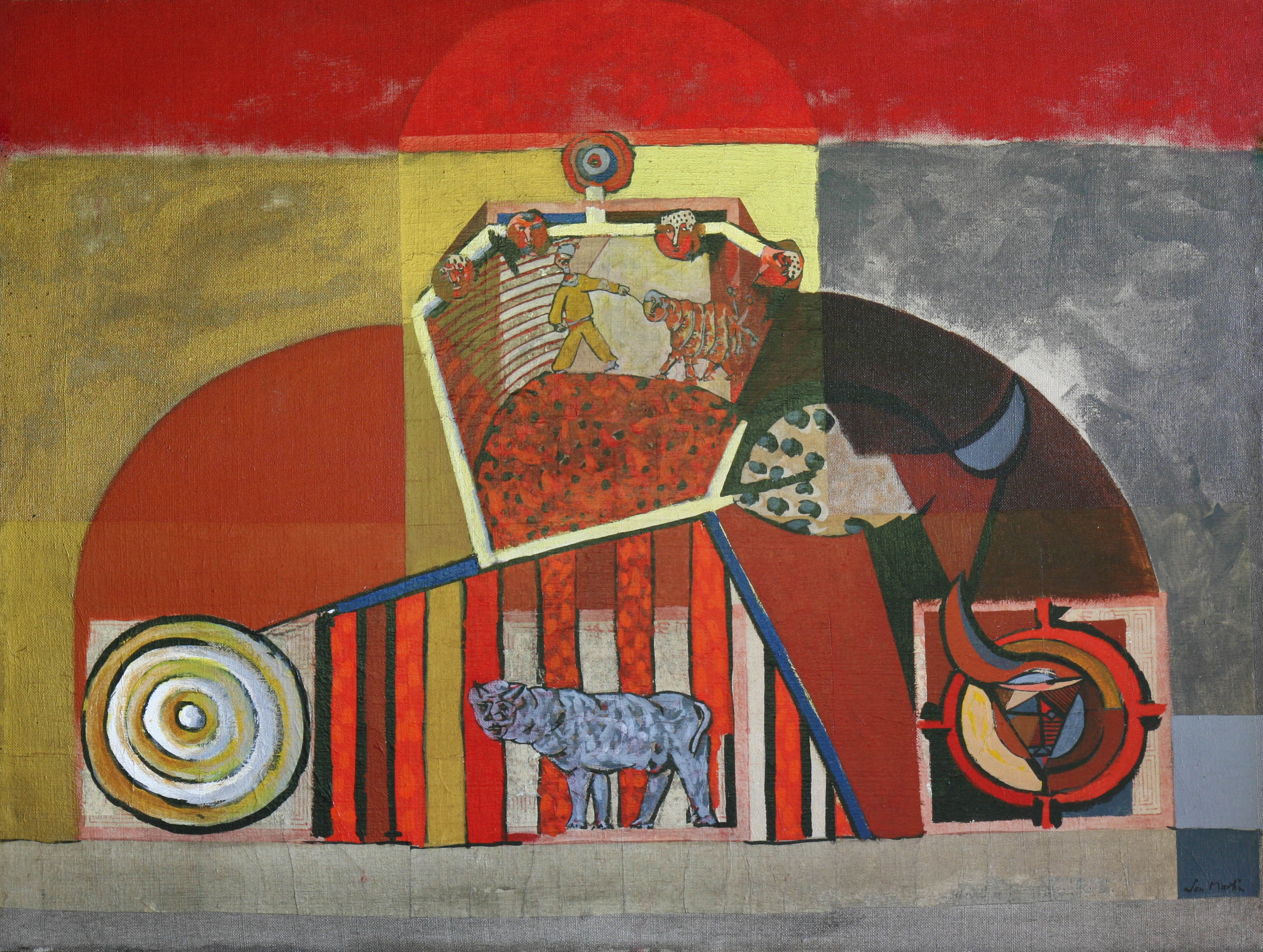
Préméditation, technique mixte sur toile,, 1991

Jean-Pierre Delarge privilégie pour sa part de regarder la peinture — plus exactement les techniques mixtes — sur toile de José San Martin, là où l'artiste, mêlant humour et malice, nous propose des constructions en forme de rébus, nous invite à déchiffrer comme des histoires ou des messages cachés et nous égare en des assemblages de mondes clos, étroits et labyrinthiques à la fois, dont la clé ne nous est pas donnée et dont on ne sait trop finalement s'ils sont ludiques ou s'ils sous-tendent un drame.
Pour Marie-Paule Ferrandi, « l'image surgit, plate, cadrée, préférant toujours le plan général qui réintègre l'homme dans le monde et en fait la proie des situations et des drames. Comme arrêtée dans un enchaînement, une mouvance dont on ignore l'avant et l'après, le hors-champ; l'histoire nous est livrée dans son surgissement avec ses présences, ses détails, ses obscurités, et réveille les questions… Du jaillissement des scènes captées, José San Martin ne livre que des bribes; plus un mirage qu'une photographie : la suggestion remplace la description, l'évocation le portrait et la synthèse l'analyse. La réalité est donc réduite à d'incertaines apparences. » Ce que Delarge perçoit et confirme, c'est que José San Martin « raconte des fables éclatées, à charge pour le spectateur de reconstituer la suite logique de ces compartiments aux petits personnages - de petits pantins forcés parfois de se courber pour trouver à se nicher dans ce décor - reliés par des motifs abstraits comme un jeu de piste. La couleur est vive, dessinant dans une simplicité à la Hélion figures et paysages sur un fond de collages, lettres d'antan, papiers de soie, journaux, jute, tissus, étiquettes. »
José San Martin, de 1990 à 2015, estime avoir réalisé approximativement 250 livres d'artiste, à raison d'environ 12 créations chaque année. Les écrivains, se faisant eux-mêmes artistes, s'y investissent au-delà de la fourniture de leurs textes puisque ceux-ci, le plus souvent manuscrits, sollicitent leur savoir calligraphique. Livres « faits main » donc, produits ainsi en toute petite quantité de six exemplaires dont le choix du papier (comme le papier de Fabriano), le pinceau du peintre (qui crée des espaces, des géométries structurantes, qui s'immisce dans le texte ou en extrait un mot pour le refaçonner en symbole), la plume de l'écrivain, les tissus ou autres matériaux collés par le premier font de chacun d'eux une œuvre d'art en réalité unique. Dans ce registre du « dialogue constant entre illustrations et textes », Christophe Comentale voit en José San Martin un « inventeur » qui « traduit en agencements abstraits des chutes de tissus qui se transforment en éléments structurants de compositions. Leur raffinement renvoie à des découvertes sur la polychromie complexe que les Nabis ont su manipuler pour créer des densités chromatiques fortes et des équilibres puissants entre pleins et vides ».
Alors que l'œuvre de José San Martin se partage en trois modes d'expression dont on a pu faire aussi trois périodes de vie, alors même qu'elle reflète la quête d'un artiste toujours en recherche des techniques et des matériaux les plus divers, Frederik Reitz ne manque pas d'en souligner la cohérence. Œuvre hiératique où des pantins déambulent parmi les rébus, les labyrinthes, les symboles, les lettres ou les mots pour énoncer la présence d'un sens caché, œuvre en « trois » et pourtant structurée, « où l'unité bien vivante règne sans que l'on puisse dire l'origine diffuse de son jaillissement. »

## Œuvre

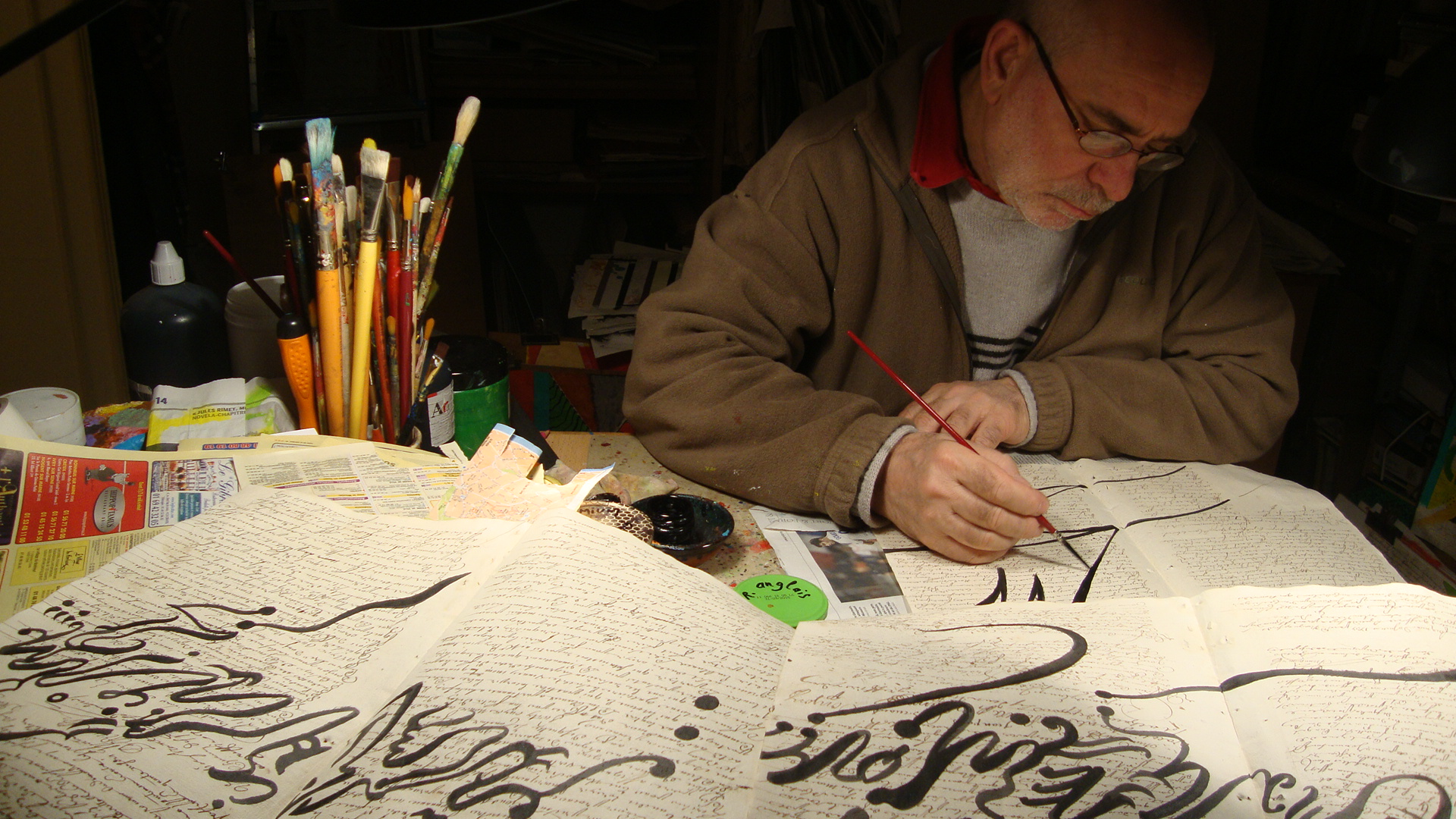
José San Martin en 2015.

José San Martin est un artiste peintre, dessinateur et graveur essentiellement sur bois.

### Gravures sur bois (sélection)
- L'issue, 50 exemplaires, atelier Mérat-Auger[10], Paris, 1980[11].
- Ex-arboribus, 50 exemplaires, atelier Mérat-Auger, Paris, 1982[11].
- Parade, bois en couleurs, 1982[12].
- Feria, 50 exemplaires, atelier Mérat-Auger, Paris, 1985[11].
- L'arène, exemplaire unique, atelier Mérat-Auger, Paris, 1985[11].

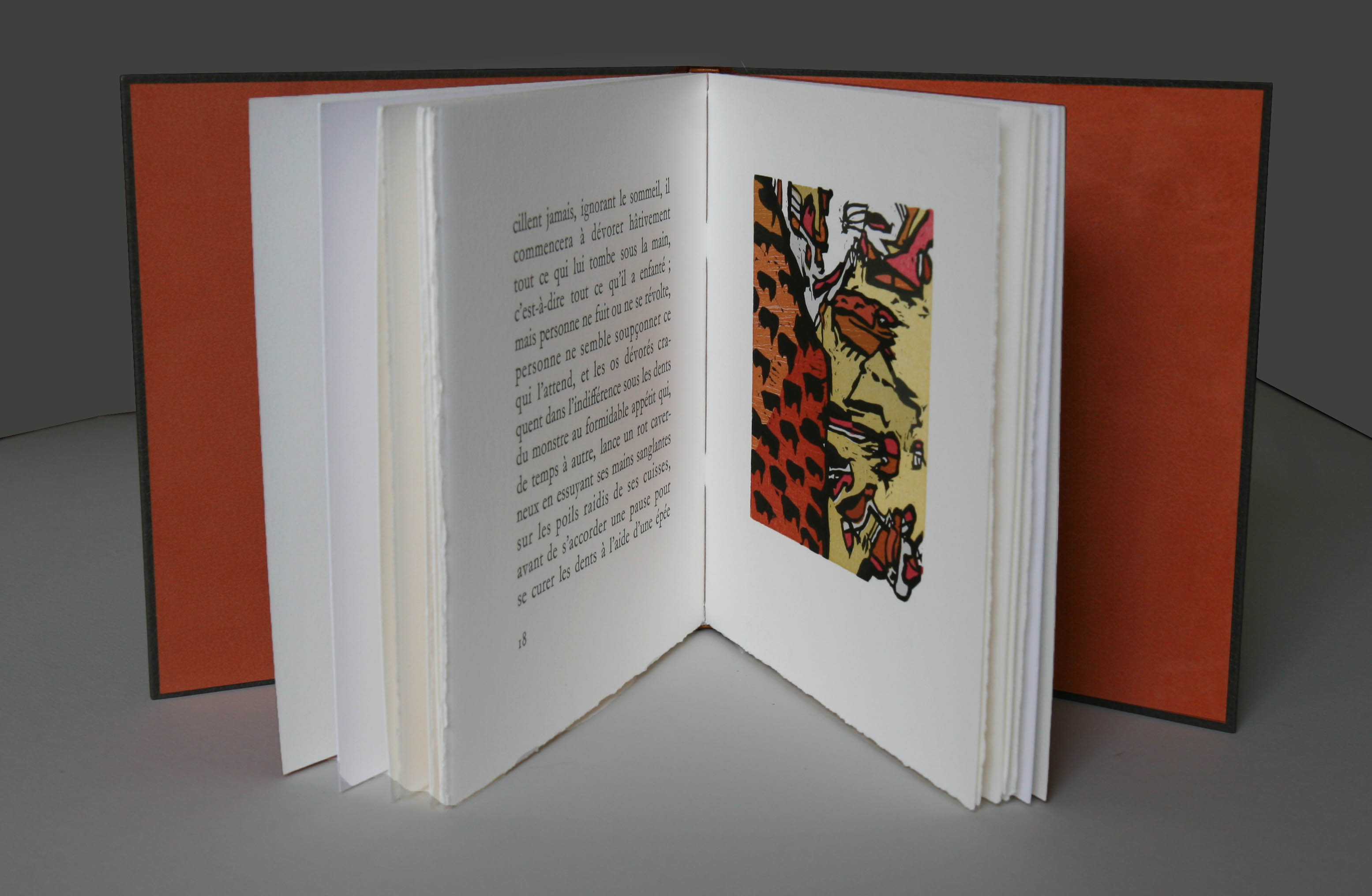
René Pons, Saturne, gravures de José San Martin sur gerflex et bois de fil, 2007

### Éditions bibliophiliques et livres d'artiste (sélection)
- Ramon Safon, Mandragora, 12 gravures sur lino par José San Martin, 300 exemplaires, atelier Mérat-Auger[10], Paris, 1984.
- Ramon Safon, Chapiteau d'enfance, gravures de José San Martin, L'amateur d'estampes, 1988.
- Ramon Safon, Redis-nous la terre, gravures de José San Martin, Azul éditions, 2001.
- Robert Marteau, Derrière l'horizon, gravures de José San Martin, Azul éditions, 2002.
- Robert Marteau, Le secret, gravures de José San Martin, 75 exemplaires, Azul éditions, 2002.
- Claire Amossé, Car nous allons tombant, peintures et collages de José San Martin, 9 exemplaires, Éditions Le grand os, 2003.
- Ramon Safon, Image éclatée, texte au carré, gravure de José San Martin, 30 exemplaires, Azul éditions, 2003.
- René Pons, La chute des anges, gravures de José San Martin, 75 exemplaires, Azul éditions, 2004.
- Orlando Jimeno Grendi, La semence errante, gravures de José San Martin, 75 exemplaires, Azul éditions, 2005.

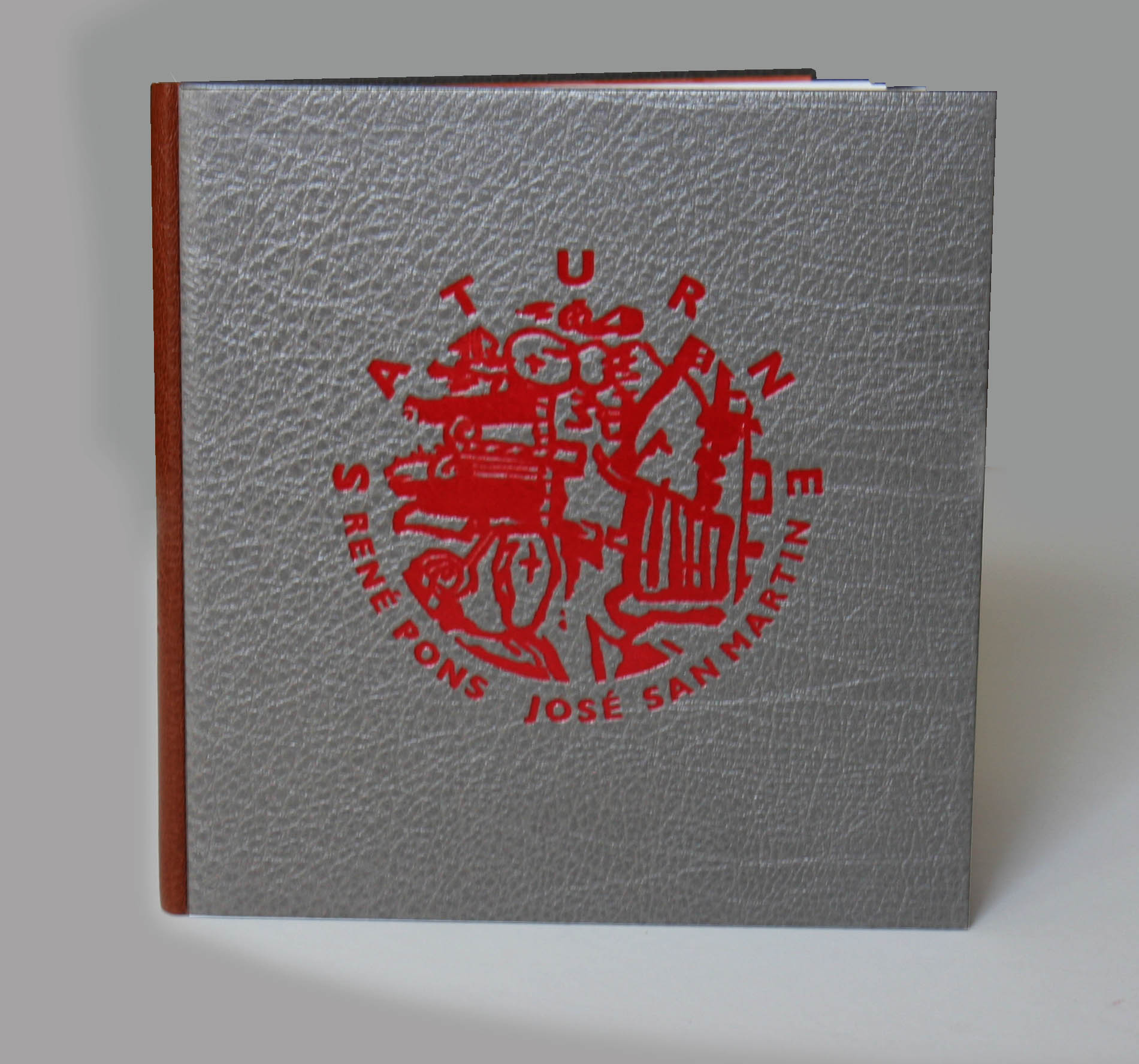
Saturne, reliure d'Antonio Perez Noriega, 2007

- René Pons, Infini, 12 exemplaires manuscrits, création de José San Martin et Claire Amossé, 2006[13].
- José San Martin, Malagar, encre de Chine et acrylique sur livre ancien, 6 exemplaires, collection Le Livre Muet, 2006.
- José San Martin, La Strada, encre de Chine et acrylique sur livre ancien, 6 exemplaires, collection Le Livre Muet, 2006.
- René Pons, Saturne, cinq gravures de José San Martin sur gerflex et bois de fil, 50 exemplaires, Azul éditions/Le regard du texte, 2007.
- William Blake, The marriage of heaven and hell, gravures de José San Martin et Christine Tacq, 60 exemplaires, Azul éditions, 2007.
- William Blake, Une vision mémorable, gravures sur bois de José San Martin, eaux-fortes de Christine Tacq, boîte d'Antonio Perez Noriega, 60 exemplaires, The p's & q's press/Azul éditions, 2007.
- Jesus Hilario Tundidor, Sentes, gravures de José San Martin, 75 exemplaires, Azul éditions, 2007.
- Michel Butor, Reptation, collages, marouflages et peinture acrylique de José San Martin, collages, gravures et peinture acrylique de Jean-Pierre Thomas, tirage 12 exemplaires, Azul éditions, 2008.
- Francis Hofstein, Blanc, Blanco, traduction espagnole d'Ernesto Mächler Tobar, gravures de José San Martin, 75 exemplaires, Azul éditions, 2008.
- Richard Millet, Le cri, gravures de José San Martin, Azul éditions, 2008.
- Ramon Safon, Voix d'airain, gravures de José San Martin, Azul éditions, 2008.
- Richard Millet, La muraille de houx, gravures de José San Martin, 50 exemplaires, Azul éditions, 2009.
- Orlando Jimeno Grendi, El instante - L'instant, peintures et collages de José San Martin, 9 exemplaires, Éditions Le grand os, 2009.
- Ana Tot, A l'arrachée, peintures de José San Martin, 6 exemplaires, Éditions Le grand os, 2009.
- Andrea d'Urso, Ieri è un altro giorno (il passato) - Hier est un autre jour (le passé), peintures et collages de José San Martin, 9 exemplaires, Éditions Le grand os, 2010.
- Rachel Ltaif, Salix alba tristis, texte autographe de l'auteur, collages et acrylique de José San Martin, 6 exemplaires, collection Manos, 2010.
- Benoit Richter, Colline, acrylique et pochoirs de José San Martin, 6 exemplaires, collection Pochoirs, 2010.
- Richard Millet, L'autre nuit, interventions originales de Noël Marsault et José San Martin, 30 exemplaires, collection Le Livre Muet, 2011.

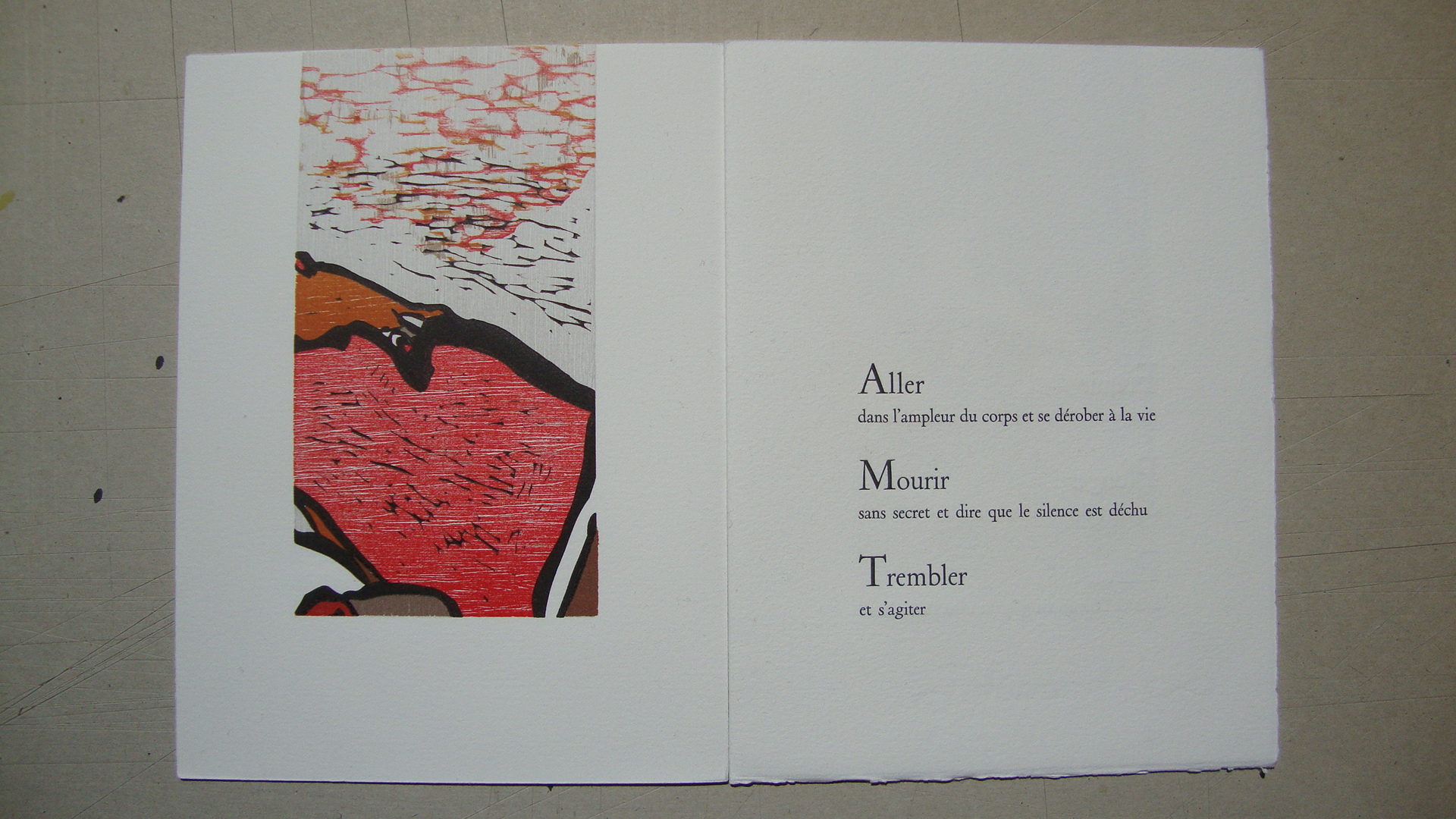
Ophélie, livre, poèmes de Rachel Ltaif, gravures sur bois de José San Martin, 2011.

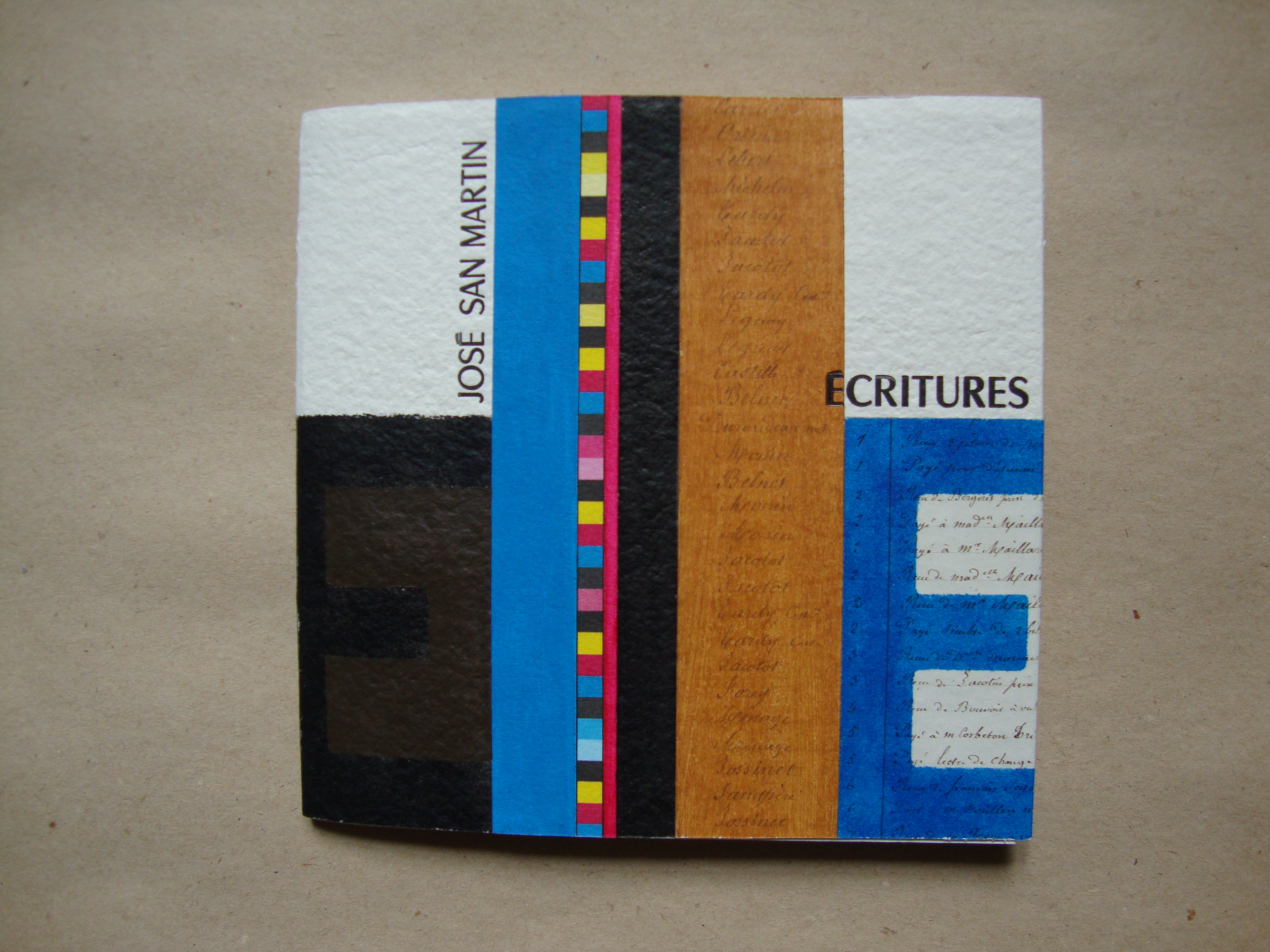
José San Martin, Écritures (couverture), coll. « Le Livre muet », 2011.

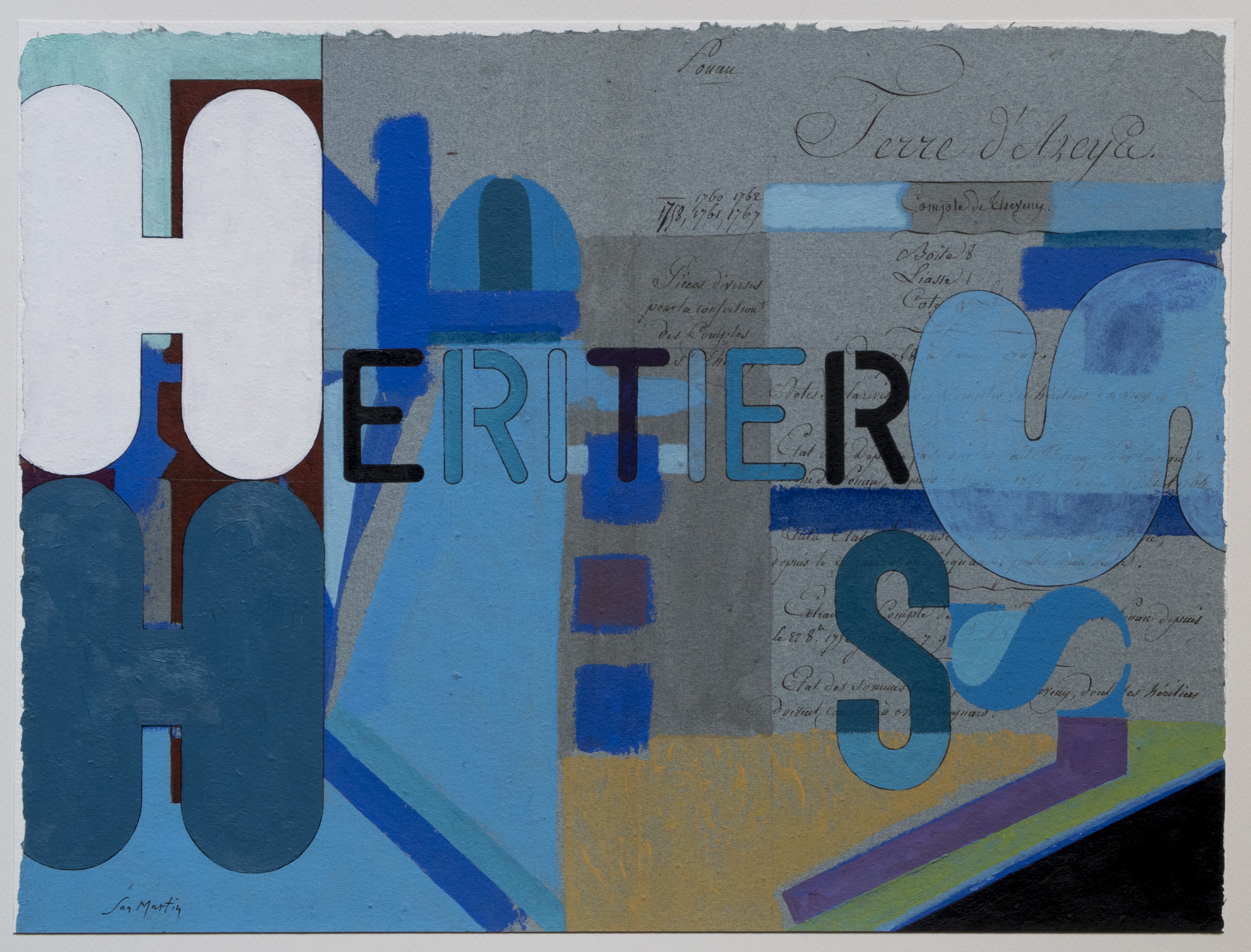
José San Martin, Héritiers, technique mixte sur papier marouflé, 35x46,5cm, 2016.

- Rachel Ltaif, Ophélie, poème, gravures de José San Martin, Azul éditions, 2011.
- José San Martin, Écritures, encre de Chine, collages, acrylique et gravures de José San Martin, 6 exemplaires, collection Le Livre Muet, 2011.
- José San Martin, Lettres à William Blake, encre de Chine, collages, acrylique et gravures de José San Martin, 6 exemplaires, collection Le Livre Muet, 2012.
- José San Martin, A mots couverts, encre de Chine, collages, acrylique et gravures de José San Martin, 6 exemplaires, collection Le Livre Muet, 2012.
- Leon Diaz Ronda, Antes y luego, texte autographe de l'auteur, encre de Chine, collages et acrylique de José San Martin, 6 exemplaires, collection Manos, 2012.
- Ramon Safon, Murs tronqués, peintures, collages et peintures de José San Martin, 6 exemplaires, collection Manos, 2012.
- Ramon Safon, Éloge du noir, poème, collages et peintures de José San Martin, - exemplaires, collection Manos, 2012.
- Leon Diaz Ronsa, Babel, collages de José San Martin, 6 exemplaires, 6 exemplaires, collection Manos, 2012.
- Richard Millet, Ta main, poème, gravure de José San Martin, 200 exemplaires numérotés et signés, Azul éditions, 2012.
- José San Martin, Errances, encre de Chine, collages, acrylique et gravures de José San Martin, 6 exemplaires, collection Le Livre muet, 2013.
- Ramon Safon, Le siècle de nos nuits..., poème, collages et peintures de José San Martin, 6 exemplaires, collection Manos, 2013.
- Dominique Fabre, Une sorcière, transferts photographiques de Leon Diaz Ronda, collages et peintures de José San Martin, 6 exemplaires, collection Manos, 2013.
- José San Martin, Successions, encre de Chine, collages, acrylique et gravures de José San Martin, 6 exemplaires, collection Le Livre muet, 2014.
- Richard Millet, Diane accroupie, nouvelle, peintures, collages et pochoirs de Miguel Buceta et José San Martin, boîte d'Antonio Perez Noriega, Azul éditions, 2014.
- Marc Albert, Cou Vert Couvert Couverture Ouverture, Couture Vertu Ver, interventions et collages de Zéglobo Zéraphim, Noël Marsault et José San Martin, édition du Pressoir, 2014.
- Richard Millet, Nadira, nouvelle, gravures sur bois de fil de José San Martin, association Appar, Paris, 2014.
- Christophe Comentale, Diversions, collages, pochoirs et peintures de José San Martin, 6 exemplaires, collection Manos, 2014.
- Christophe Comentale, Couches urbaines, pochoirs et peintures de José San Martin, 6 exemplaires, collection Manos, 2014.
- Dominique Fabre, Un voisin, poème, collages et peintures de José San Martin, 6 exemplaires, boîte d'Antonio Perez Noriega, collection Manos, 2014.
- Dominique Fabre, Un voisin (bis), poème, pochoirs et peintures de José San Martin, typographie de Noël Marsault, reliure à la japonaise, cuir nature insolé, titre à plat d'Antonio Perez Noriega, 2014.
- Ramon Safon, Éloge du rouge, poème, collages et peintures de José San Martin, 6 exemplaires, collection Manos, 2014.
- Maxime Préaud, La mamelle du dessin, pochoirs et peintures de José San Martin, 6 exemplaires, collection Manos, 2014.
- Leon Diaz Ronda, Compter Conter, pochoirs et peintures de José San Martin, 6 exemplaires, collection Manos, 2014.
- José San Martin, After the Tate, encre de Chine, collages, acrylique et gravures de José San Martin, 6 exemplaires, collection Le Livre muet, 2015.
- José San Martin, Polyphonies verticals (sic), encre de Chine, collages, acrylique et gravures de José San Martin, 6 exemplaires, collection Le Livre muet, 2015.
- Christophe Comentale, Pasquinades, collages et peintures de José San Martin, 6 exemplaires, collection Manos, 2015.
- Marie Alloy, Dans l'embrasure des mots, poème, collages de José San Martin, coffret de Nathalie Peauger.
- Christophe Comentale, Calligraphies, collages, pochoirs et peintures de José San Martin, 6 exemplaires, 2016.
- Christophe Comentale, Toits, collages, pochoirs et peintures de José San Martin, 6 exemplaires, 2016.
- Richard Millet, Jours de lenteur, 800 exemplaires sur vélin, peintures de José San Martin, les treize premiers enrichis d'une acrylique originale de l'artiste, Fata Morgana, 2016.

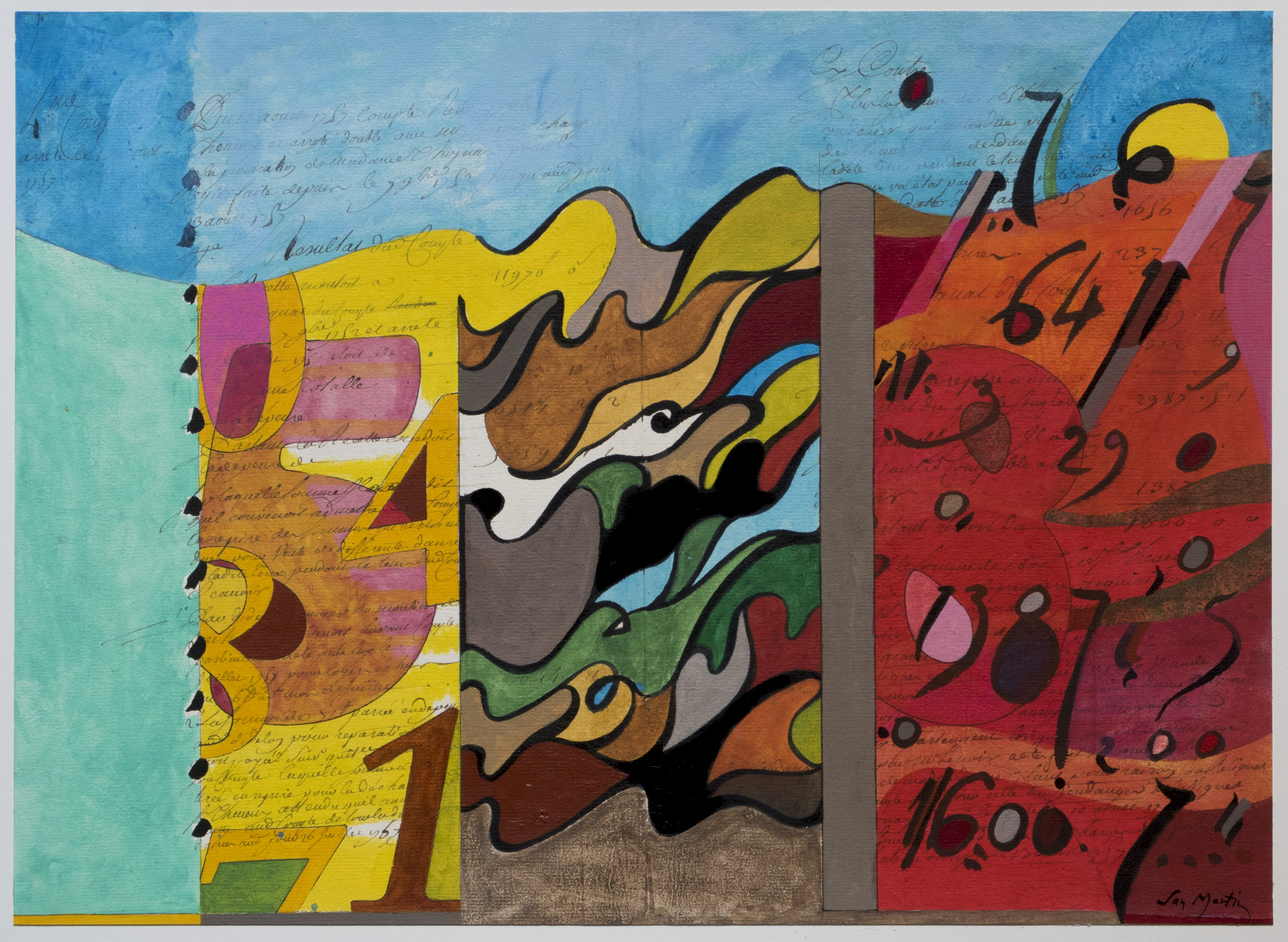
José San Martin, Compte, technique mixte sur papier marouflé, 36x49cm, 2015.

- Fernando Arrabal, Sarah et Victor, bois gravés de José San Martin, 40 exemplaires numérotés, signés par l'auteur et l'artiste, Au crayon qui tue, Paris, éditeur, 2019.
- Rachel Ltaif, Duo - Quatre aphorismes, gravure de José San Martin, 125 exemplaires numérotés, signés par l'auteur et l'artiste, typographie de l'atelier Vincent Auger, Azul éditions, Noël 2019.
- Sun Tzu (texte chinois en calligraphie contemporaine, traduction du père Joseph-Marie Amiot), L'Art de la guerre, chaque tome : 2 gravures sur bois et 5 vignettes en couleurs de José San Martin, 150 exemplaires numérotés, ABC, Lausanne, mars 2020 (tome 1), septembre 2020 (tome 2), novembre 2021 (tome 3), juin 2022 (tome 4), novembre 2023 (tome 5), mai 2024 (tome 6), novembre 2024 (tome 7), février 2025 (tome 8).
- Fernando Arrabal, Je te salue, démente, bois gravés de José San Martin, Azul éditions, 2021.
- Fernando Arrabal,  Arrabalescos, pochoirs de José San Martin, Azul éditions, 2021.
- Charles Baudelaire (postface de Marie-Christine Natta), Rêvasseries en prose, 9 gravures sur bois de José San Martin, 30 exemplaires numérotés dont 4 rehaussés à l'acrylique, Azul éditions, 2023[14].
- José San Martin, Saltistes, 14 pochoirs, 6 exemplaires numérotés et signés au colophon, Le Livre muet, 2024[15].

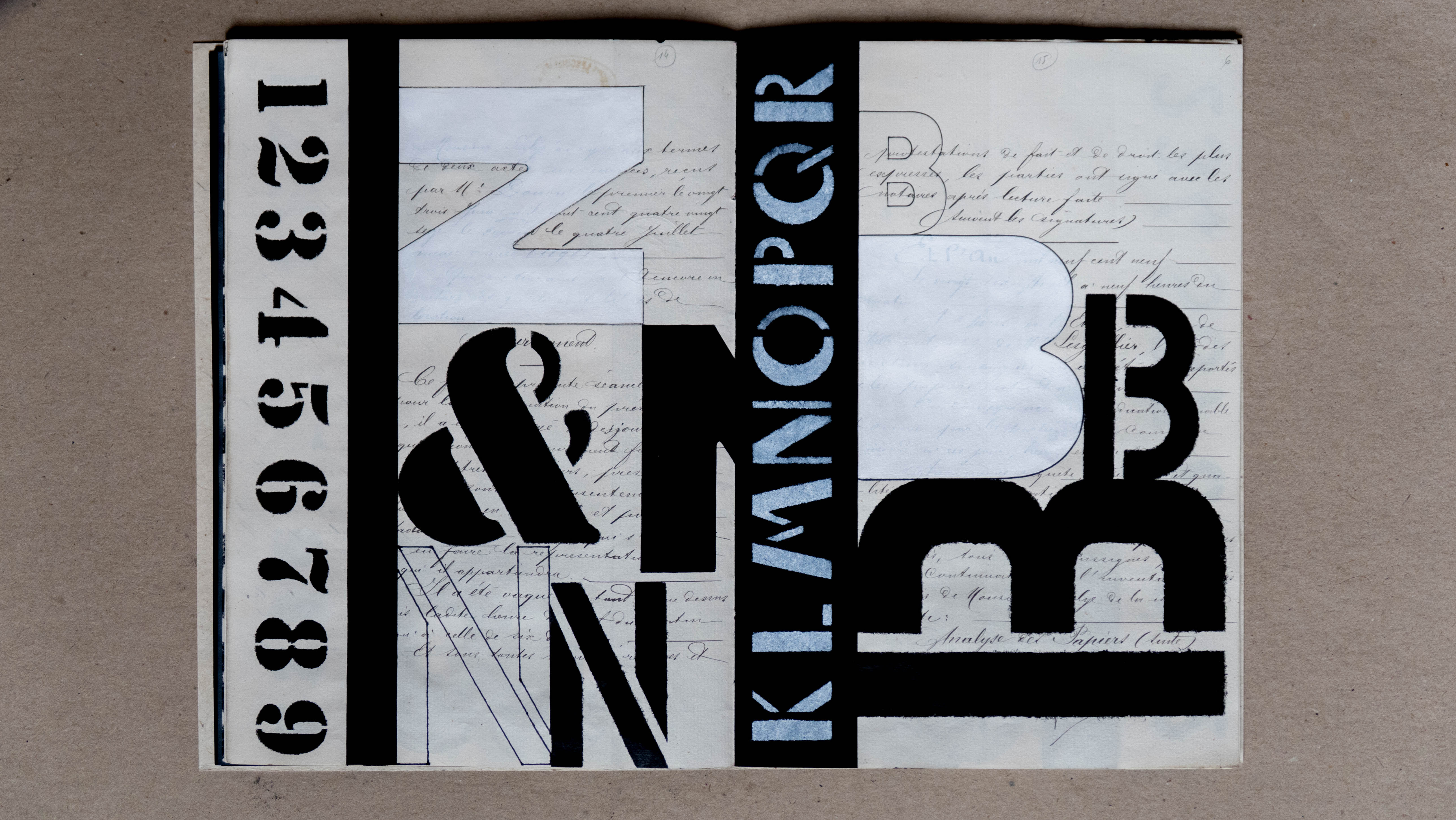
N&B, Collection « Le livre muet »,, 2017.

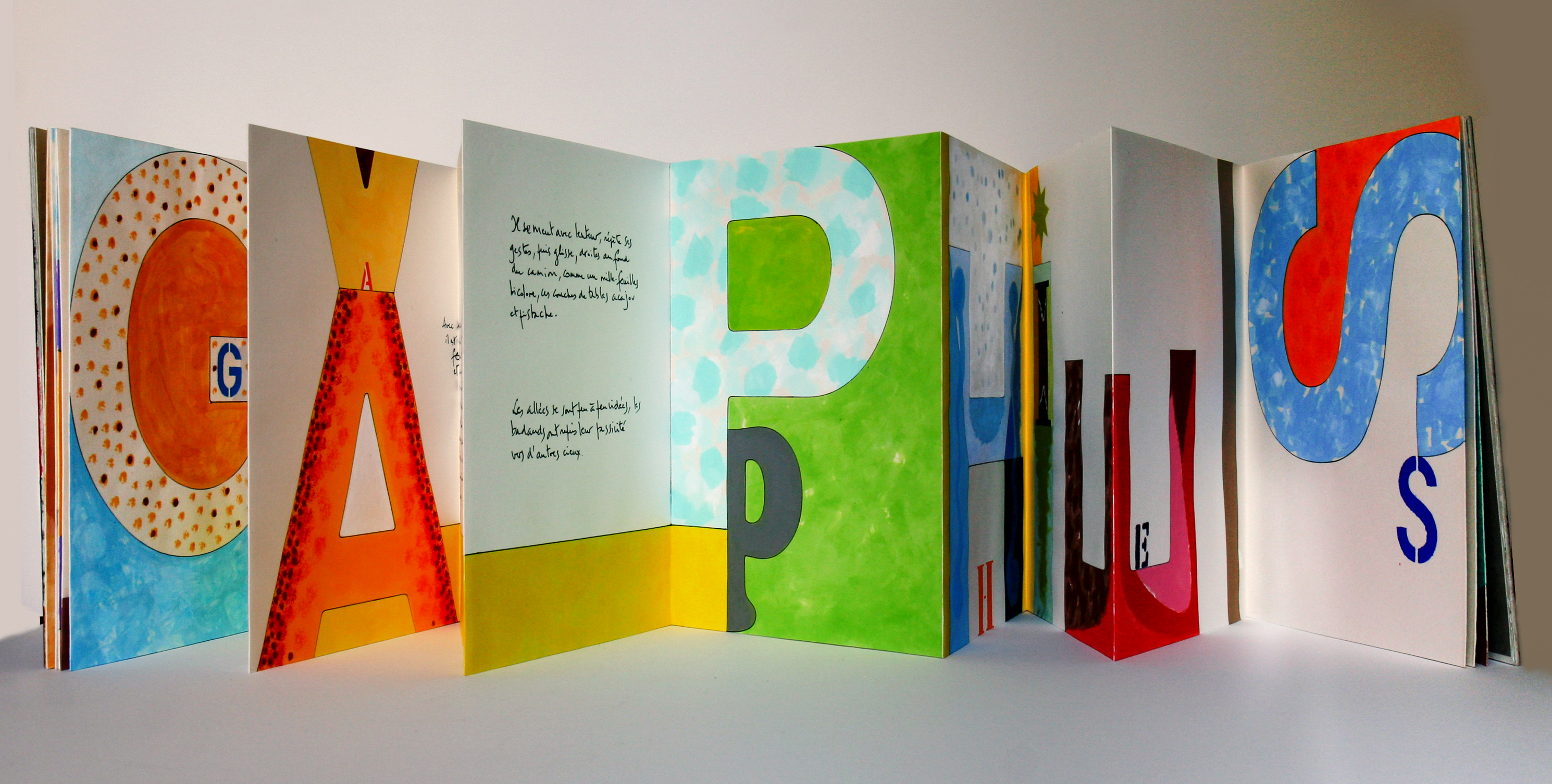
Calligraphies, texte de Christophe Comentale, collages, pochoirs et peintures de José San Martin, 2016.

### Revues illustrées
- Revue Le bois gravé, contient une gravure originale par José San Martin, 220 exemplaires, 1991[11].
- Revue Hélice, Annecy, no 3, 1994.
- Revue L'Art du Bref, Paris, no 3 (1995), no 10 (1996).

## Galerie

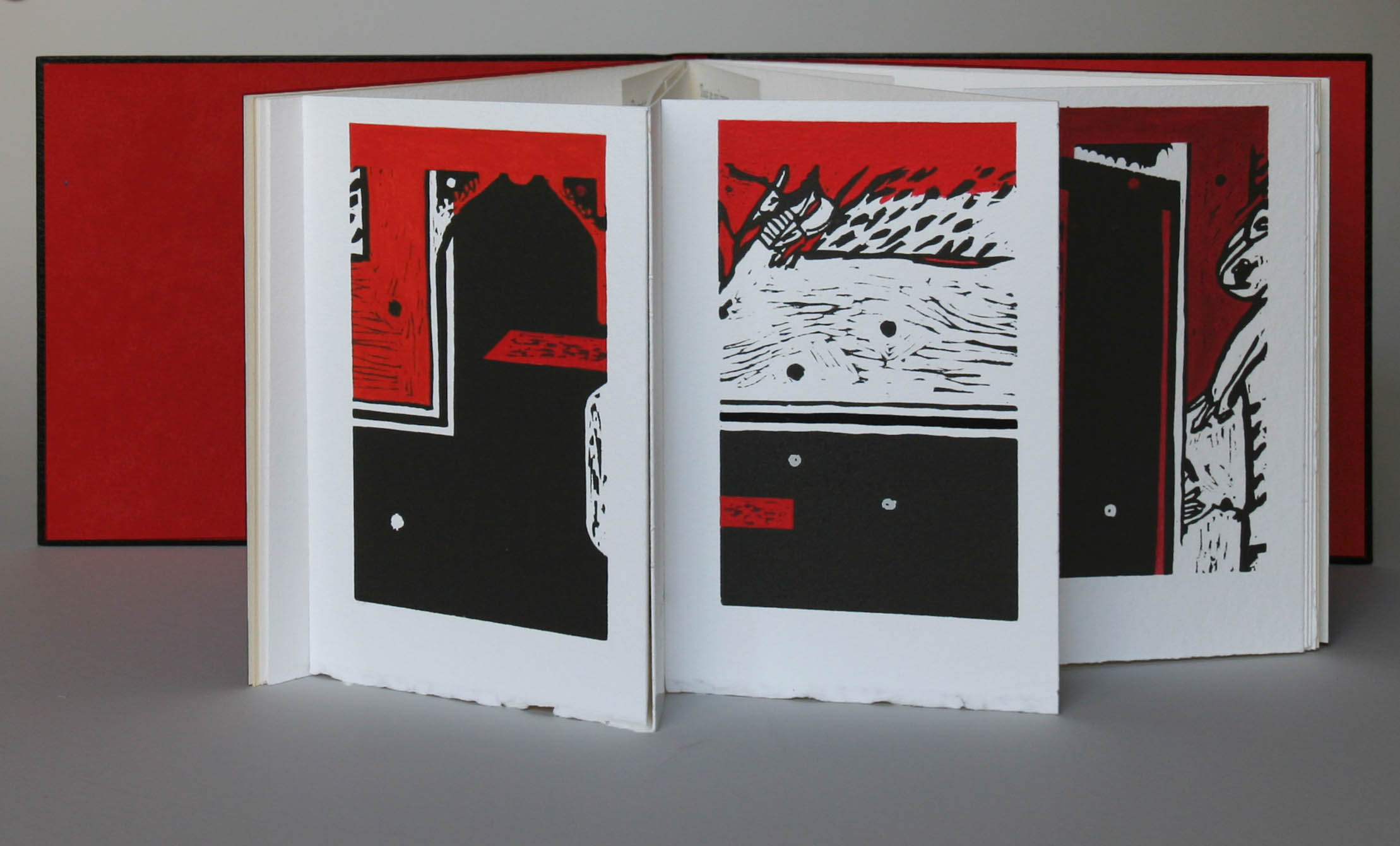
Raimon Safon, Voix d'airain, gravures sur gerflex et bois, 2008
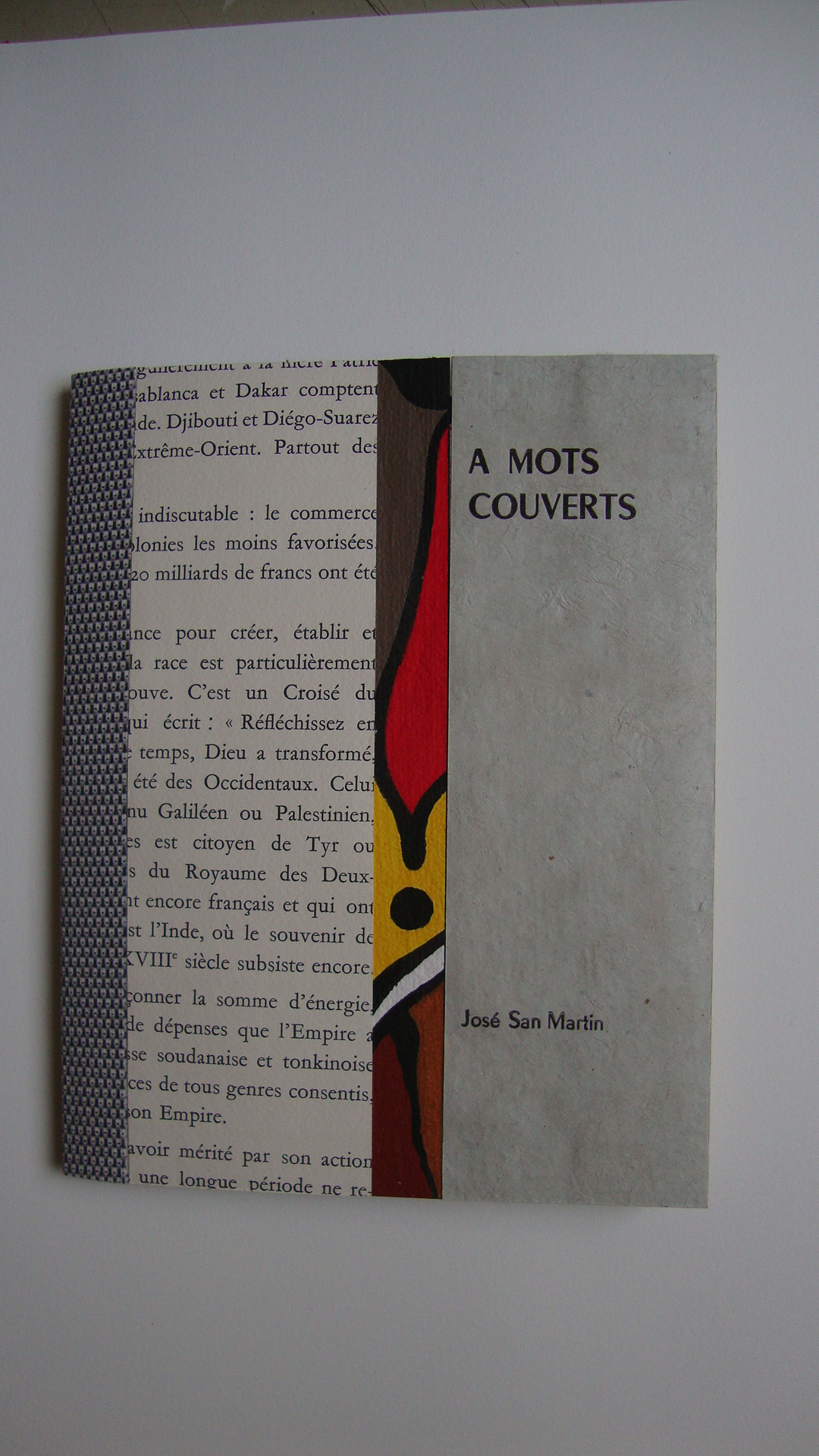
À mots couverts (couverture), collection Le Livre Muet, 2012
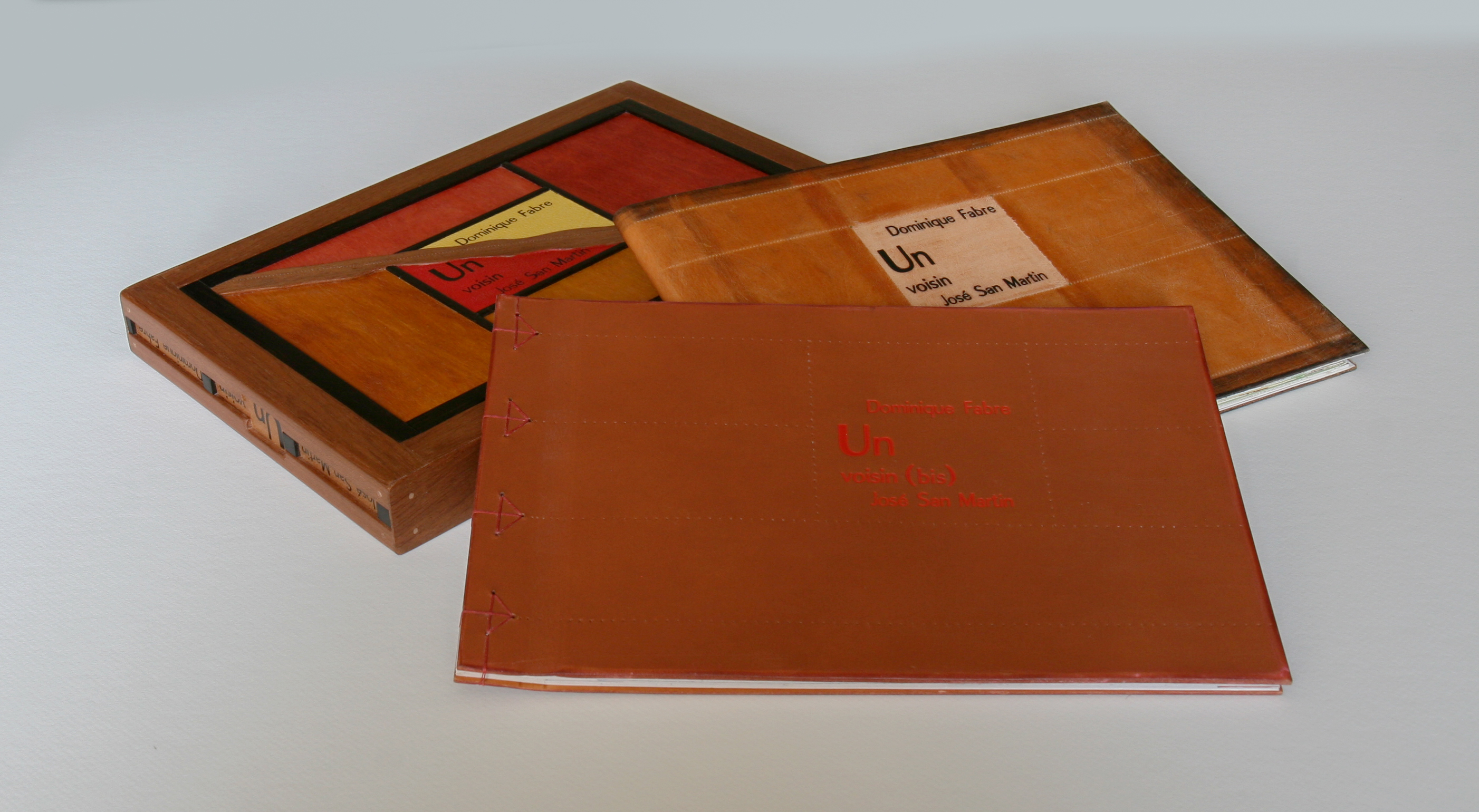
Dominique Fabre, Un voisin et Un voisin (bis), reliures et boîte d'Antonio Noriega, 2014
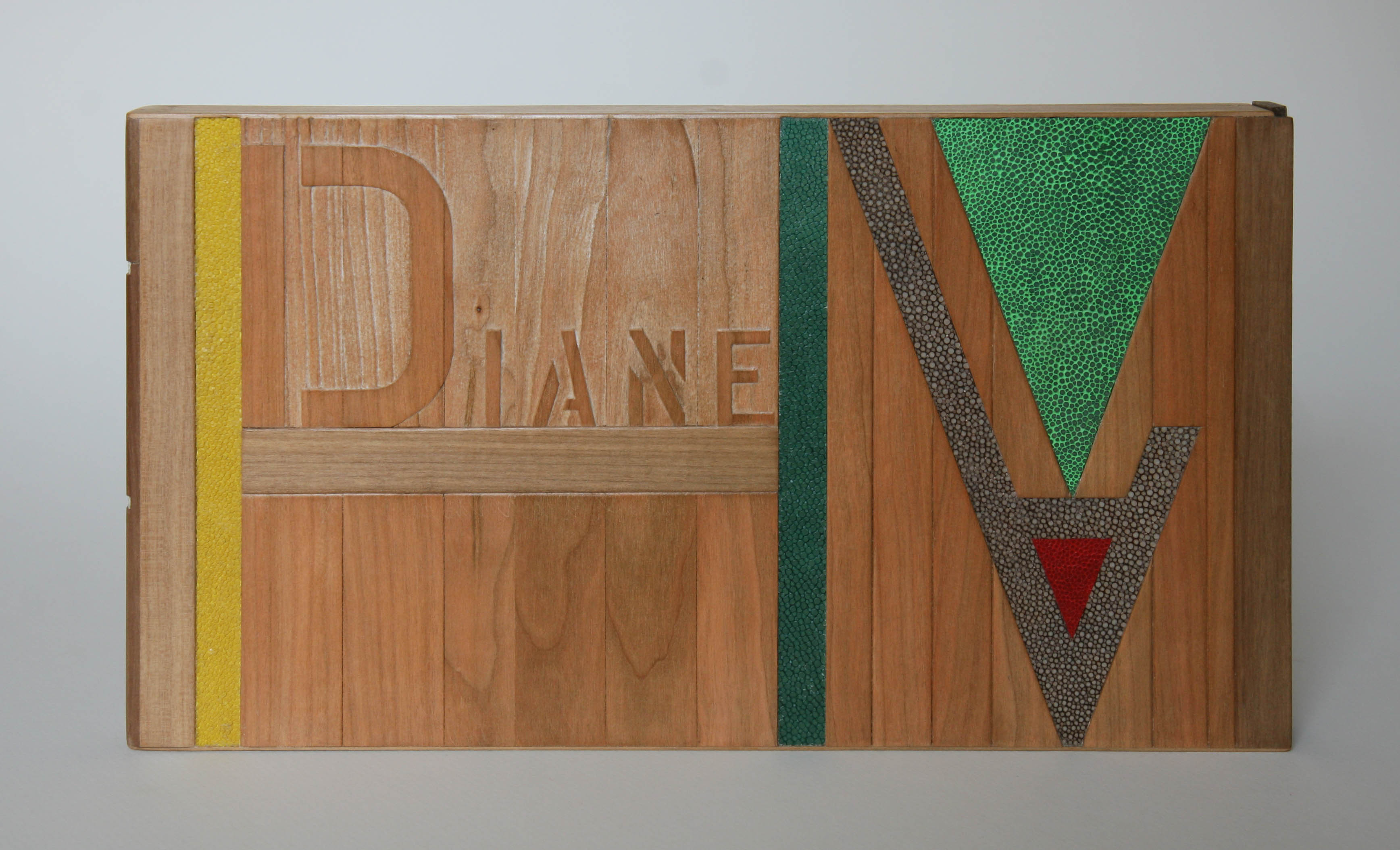
Richard Millet, Diane accroupie, interventions originales de José San Martin et Miguel Buceta, 2014
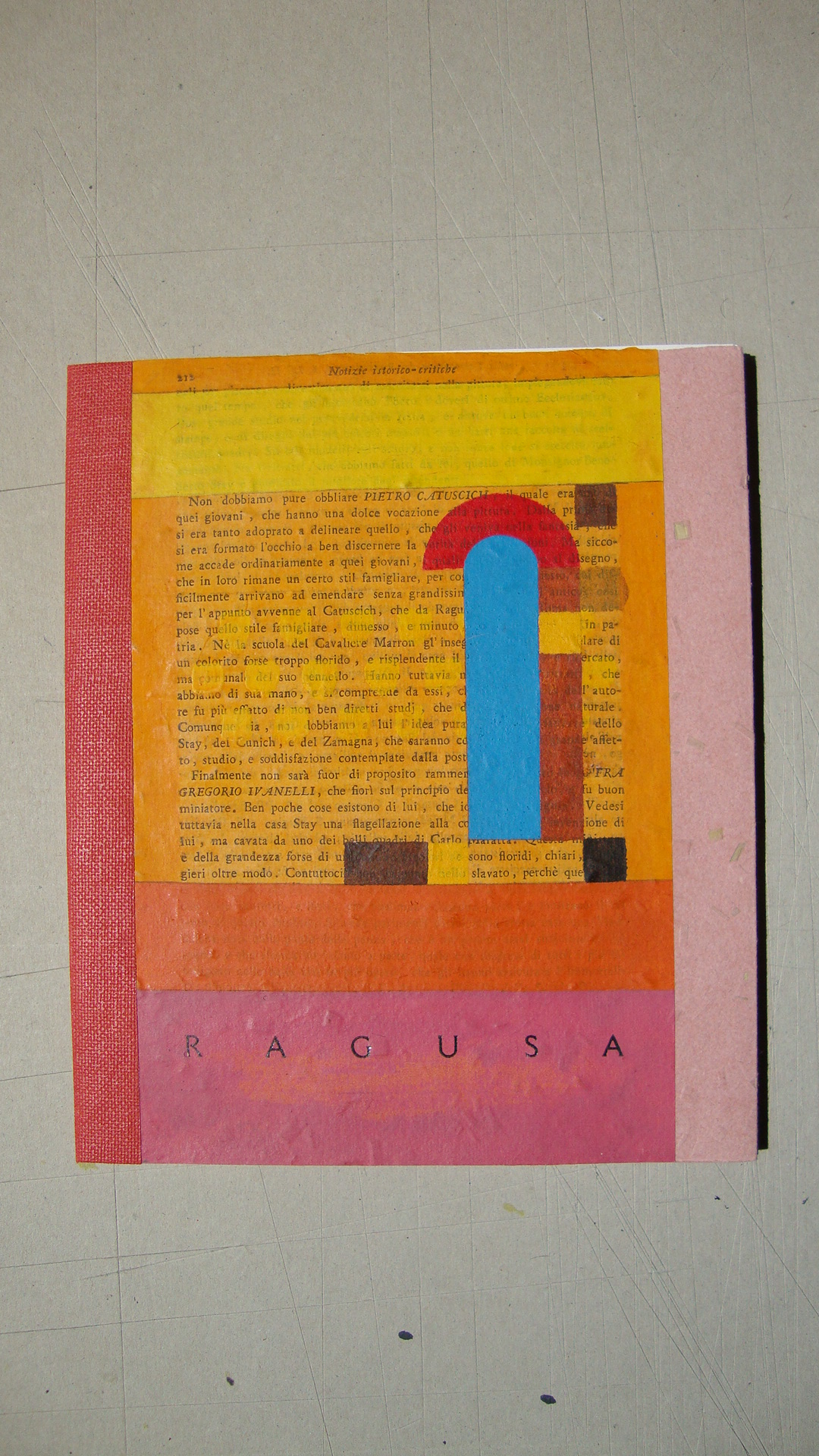
José San Martin, Ragusa (couverture), collages, pochoirs et peintures (collection « Le livre muet »)
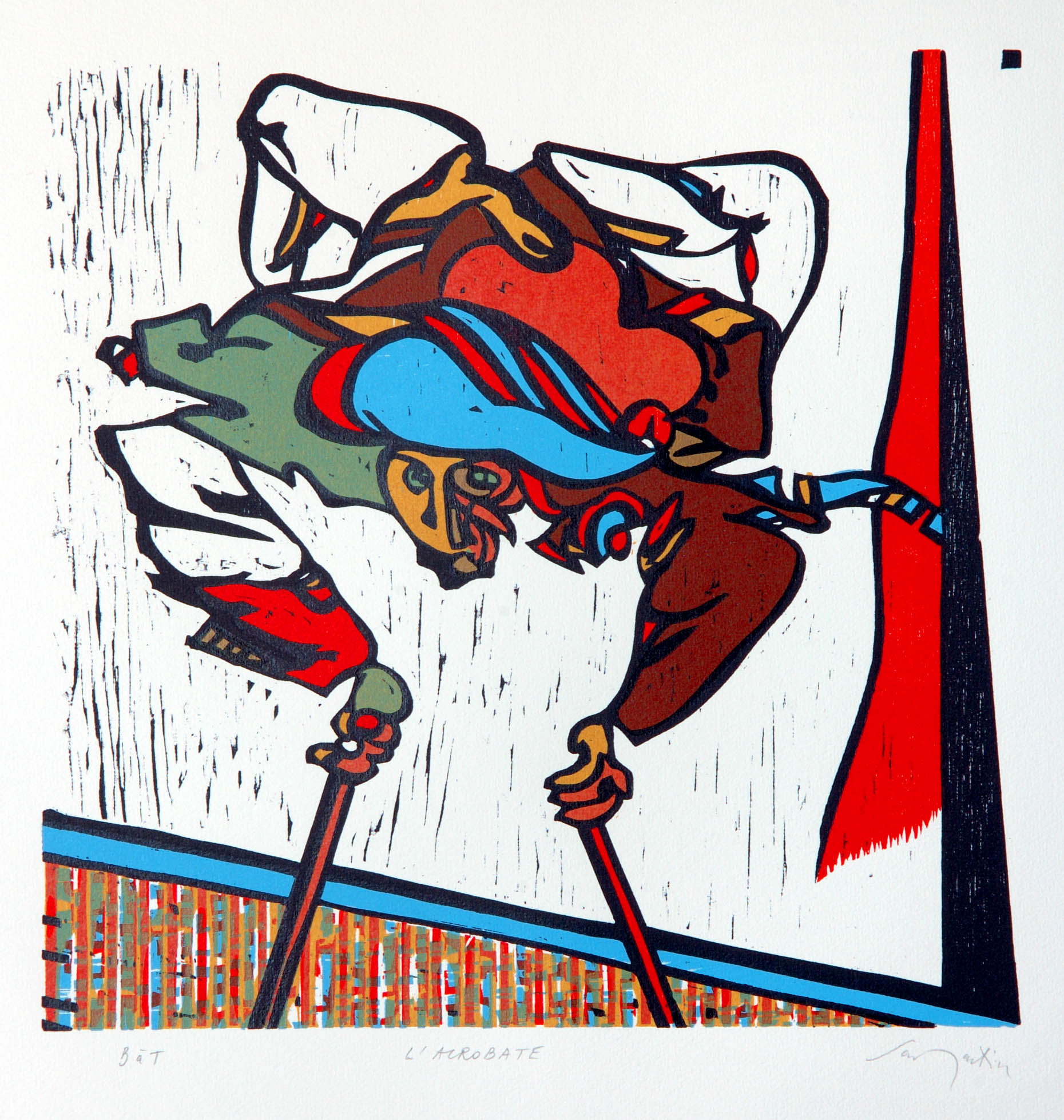
L'acrobate, gravure sur bois, 30x30cm, 2004
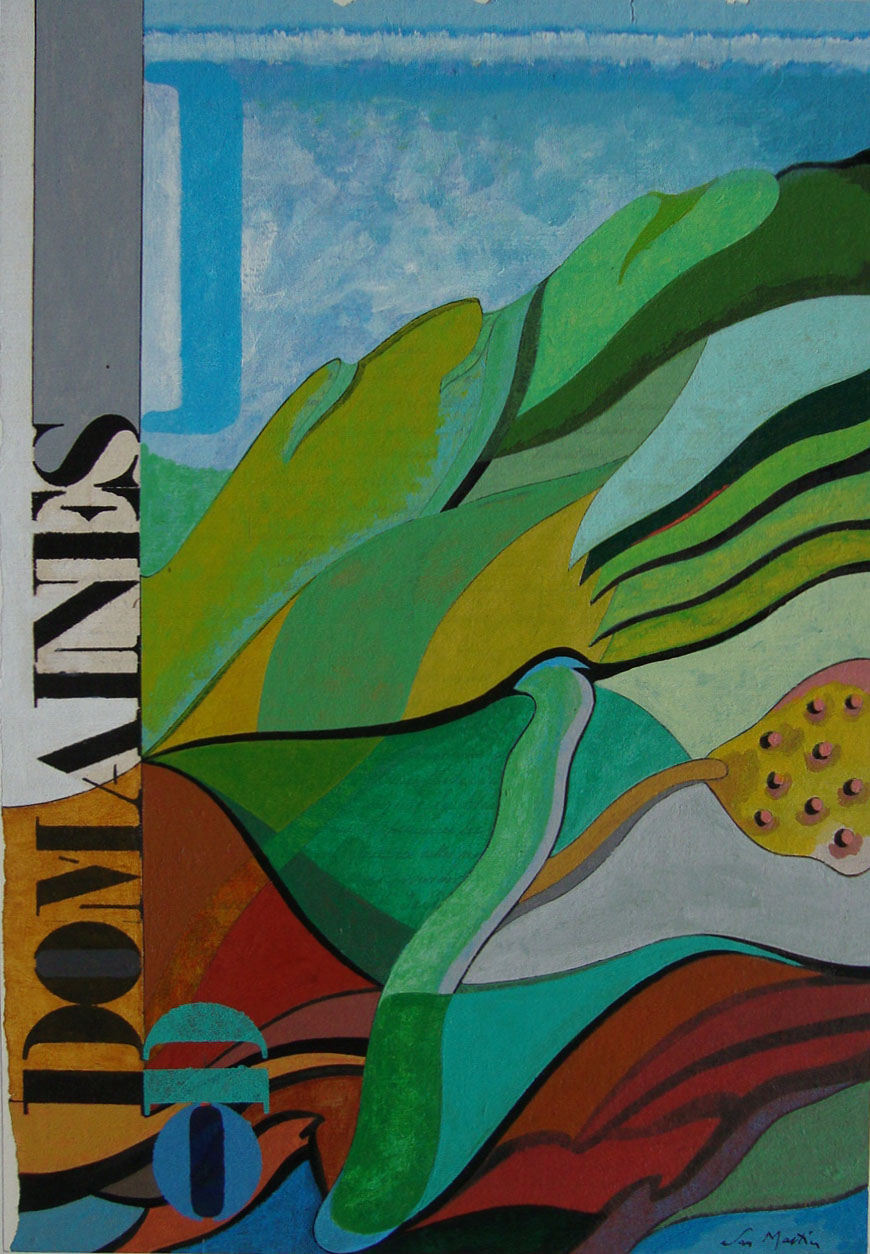
Domaines, technique mixte sur papier ancien marouflé, 42x27,5cm, 2009

## Expositions

### Expositions personnelles

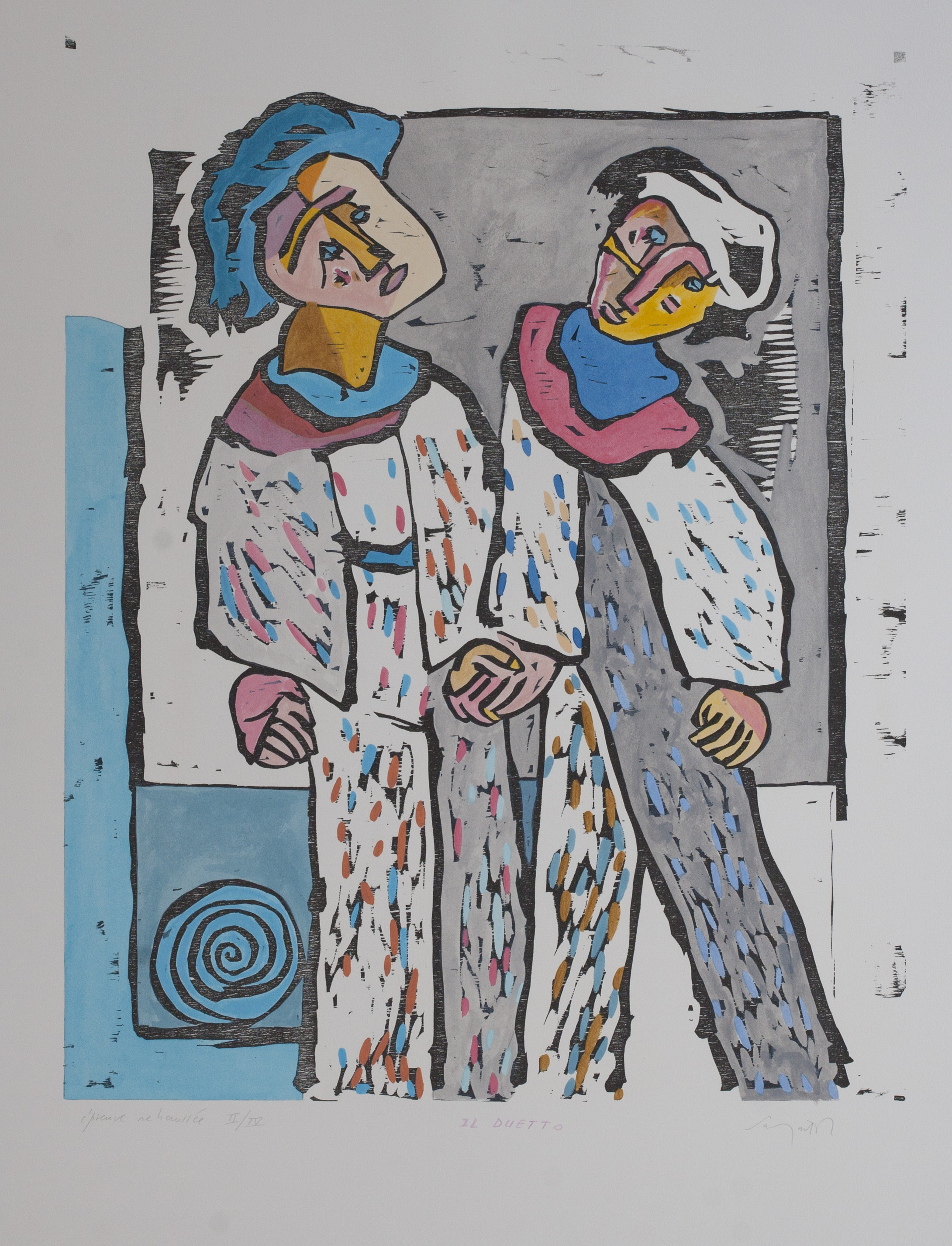
José San Martin, Il duetto, gravure sur bois (épreuve rehaussée),, 2013

- Galerie Édouard-Manet, Gennevilliers, 1977.
- Galerie municipale, Pont-Aven, 1977, 1981.
- Galerie La Roue, Paris, 1977.
- Galerie de l'Hôtel Plamon, Sarlat, 1978.
- Galerie Jules Sandeau, Aubusson (Creuse), 1980.
- Théâtre de la ville, Rennes, 1982.
- Galerie Claude Hemery, Paris, 1982.
- Galerie James Mayor, Paris, 1983, 1984, 1986.
- Maison Jacques-Prévert, Savigny-le-Temple, 1985.
- Atelier Point et Marge, Créteil, 1987.
- Galerie Anne Blanc, Paris, 1988.
- Musée de Schwetzingen, 1989[16].
- Galerie Vermeer, Nantes, 1989.
- Rétrospective José San Martin, Centre de gravure contemporaine, La Corogne, 1990.
- Centre de gravure contemporaine de La Corogne (exposition itinérante en Galice), 1991[17].
- Galerie Médiart, Paris, 1990, 1993, 1995, 1997[18], 1999.
- Galerie Art + Vision, Berne, 1991, 1995.
- Artothèque, Compiègne, 1992.
- Galerie Torculo, Madrid, 1992.
- Galerie Hof Ten Doeyer, Gand, 1994.
- Galerie Du Verneur, Pont-Aven, 1994[19].
- Galerie Lettres et Images, Paris, 1996.
- Ramon Safon, José San Martin, ville de Lombez, Gers, juillet 2000[20].
- La Galerie d'art de Corbeil-Essonnes, février 2005[21].
- Couleurs de la musique, auditorium Sainte-Catherine, Rodez, septembre-octobre 2013.
- Agence Kuoni Victor-Hugo, Paris, octobre-novembre 2013[22],[23].
- Espace Jacques-Prévert, Mers-les-Bains, juin-juillet 2019[24].
- José San Martin - Peintures récentes - Bois et pochoirs pour Fernando Arrabal, Galerie AVM, Paris, septembre 2021[25],[26].
- José San Martin - Charles Baudelaire, Rêvasseries en prose, Librairie Busser, 37 rue Monge, Paris, mai-juin 2023[14].
- José San Martin - "Saltistes" et pochoirs inédits, Librairie MiniMa (Catherine Okuyama), Paris, mai-juin 2024[15].

### Expositions collectives
- Salon Le Trait, Paris, à partir de 1979.
- Salon Xylon-Pluriel, Corbeil-Essonnes, 1982.
- Salon Xylon-France, Oxford, 1984.
- Premio de Grabado Maximo Ramos, Ferrol, 1985, 1986, 1987, 1995.
- Biennale d'estampe contemporaine, Paris[1].
- Salon de mai, Paris, 1986, 1987.
- Jeune gravure contemporaine, Paris, 1987.
- Galerie du Verneur, Pont-Aven, à partir de 1987.
- Le bois gravé en Chine et en Occident, Boulogne-Billancourt, 1987.
- Xylon France et Québec, Galerie Michèle Broutta, Paris, 1987.
- S.A.G.A. (Salon des arts graphiques actuels), Paris, 1987, 1988, 1989, 1990, 1991, 1992, 1993.
- Xylographie d'aujourd'hui, Élancourt, 1988.
- Dix jeunes graveurs français, Musée de l'estampe, Mexico, 1989.
- Quatorze graveurs contemporains - Louis-René Berge, Claude-Jean Darmon, Jean-Gérard Gwezenneg, José San Martin..., Musée du Vieux-Lisieux, mai 1990, et Musée Eugène-Boudin de Honfleur, juin-juillet 1990[27].
- Livres d'artistes, Galerie de l'I.F.A.L., Mexico, 1991.
- De Bonnard à Baselitz, dix ans d'enrichissements du Cabinet des estampes, Bibliothèque nationale de France, Paris, 1992[12].
- Bibliothèque nationale, Madrid, 1993.
- Galerie Brita Printz, Madrid, 1994.
- José San Martin, Jean Dometti, François Priser, Yo, Galerie Angela Rodeja, Barcelone, 1994.
- Bois gravés, Galerie Anne Robin, Paris, 1995.
- Marché de la poésie, Place Saint-Sulpice, Paris, 1998.
- Les arts du livre, marché-foire de l'Odéon, Paris, 1999.
- Salon des éditeurs de livres de bibliophilie contemporaine, Espace Austerlitz, Paris, 2000, 2001, 2002.
- Des livres d'Artiste(S) - Salon des éditeurs, Médiathèque d'Issy-les-Moulineaux, 2002.
- London artists bookfair, The London Institute, Londres, 2002.
- Fête du livre, Espace Etc, Forcalquier, 2003.
- Livres à voir, le Quai de la batterie, Arras, 2004.
- Foire internationale aux livres d'exception, Médiathèque Pierre-Amalric, Albi, 2004, 2013.
- Page(s) - Salon international de la bibliophilie contemporaine, Espace Charenton, Paris, 2004, 2005, 2006, 2007, 2008, 2009, 2010, 2011, 2012, 2013, 2014.

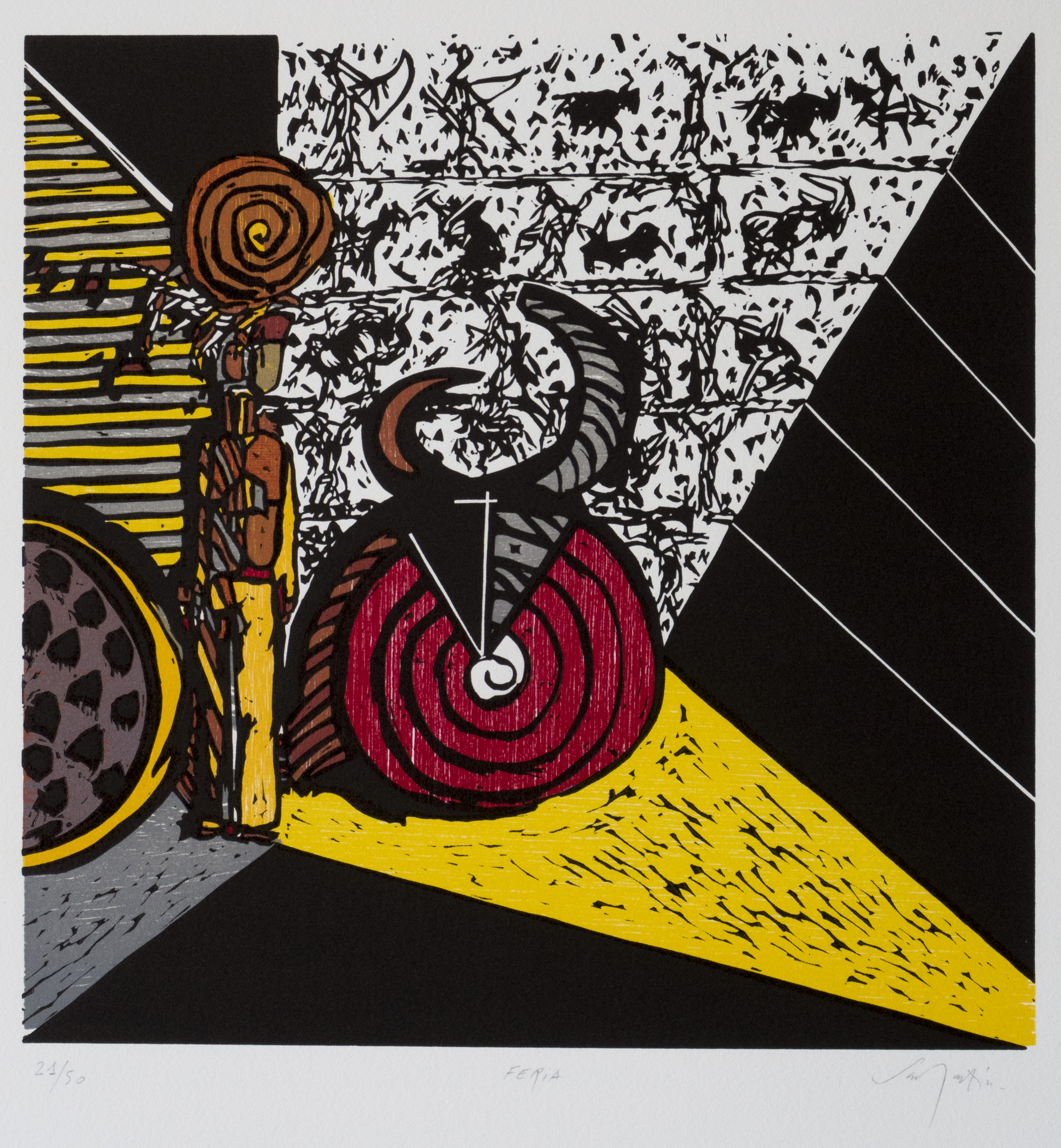
José San Martin, Feria, gravure sur gerflex et bois,, 1990.

- Dialogues de papiers, livres d'artistes 1985-2005, Musée des Avelines, Saint-Cloud, novembre-décembre 2005[28].
- Livres en mai, cloître du lycée Henri-IV, Paris, 2005, 2006, 2007, 2008, 2011, 2013.
- Salon international du livre ancien, Grand Palais, Paris, 2007.
- Salon transfrontalier du livre d'artiste, Centre culturel Jacques-Brel, Thionville, 2007.
- United Kingdom finepress bookfair, Oxford Brookes University, 2007.
- Le livre d'artiste - de Matisse à l'art contemporain, Musée national d'histoire (Taïwan), Taipei, 2007[29].
- Le bois gravé (gravures sur bois), Fondation Taylor, Paris, janvier 2009[30].
- Biennale du livre d'artiste, Auxerre, 2009, 2011.
- Livres à part, Mairie de Saint-Mandé, 2010.
- Mostra du printemps, Librairie-galerie 7.05.655, Toulouse, 2010.
- Salon de la reliure amateur, Ferme du Manet, Montigny-le-Bretonneux, 2010.
- Patrimoine sans réserve, dix ans d'acquisitions remarquables 2001/2010, Bibliothèque de la ville de Dijon, 2010[31].
- Liberbook, Salone del libro d'artista e della stampa d'autore, Palazzo della Pilotta, Parme, 2013.
- Biblioparnasse, biennale internationale des livres d'artistes, Dives-sur-Mer, septembre 2013[32].
- Salon Page(s), Porte de Charenton, Paris, novembre 2013.
- La Sévrienne des Arts, Galerie Alphonse Loubat, Sèvres, octobre 2015[33].
- Pages 18 - Salon du livre d'artiste - Bibliophilie contemporaine, Espace Charenton, Paris, 27-29 novembre 2015.
- Salon de bibliophilie contemporaine - Quarante éditeurs de livres d'artistes, Espace Paul-Fort, Paris, mai 2016.
- Journée de l'estampe contemporaine, Joël Garcia Organisation, Place Saint-Sulpice, Paris, 13 juin 2016, 11 et 12 juin 2018.
- Sous couleur d'estampe - Gravures de José San Martin, Maxime Préaud, Médéric Bottin, Dominique Rémusat, Galerie de l'Échiquier, Paris, mars-avril 2017.
- Histoire de livres - Le Salon du livre d'artiste de Bruxelles, Palais des Académies, Bruxelles, avril 2017.
- Page(s) en mai, Bastille Design Center, Paris, mai 2017, mai 2018.
- Signes de pierre, de toile et de papier - István Pető, José San Martin, Alain Cardenas Castro, Nicolas Clayette, Musée Marcel-Sahut, château de Bosredon, Volvic, mai-septembre 2017.
- Première biennale du livre d'artiste en Aveyron, salle des fêtes de Rodez, novembre 2017.
- Pages d'artistes, Bibliothèque Alexis de Tocqueville, Caen, 2018.
- APPAR (Association pour la promotion de l'art de la reliure) dans tous ses états - Dix ans d'édition de livres d'artistes, Bibliotheca Wittockiana, Woluwe-Saint-Pierre (région de Bruxelles-Capitale), mai-septembre 2018.
- Du livre d'architecture au livre d'artiste d'Est en Ouest, Musée du centre national de protection du patrimoine, Dunhuang, juillet-octobre 2018.
- Page(s) - Bibliophilie contemporaine et livres d'artiste, Palais de la Femme, Paris, novembre 2018, novembre 2021, novembre 2022, novembre-décembre 2024.
- Collective de printemps - Acte II : "la fête continue" : Céleste Bollack, Médéric Bottin, Agathe Burda, Hermine de Clermont-Tonnerre, Arnaud Franc, Fred Hornecker, José San Martin, galerie AVM, 42 rue Caulaincourt, Paris, mars-mai 2019.
- Salon Page(s de printemps, Bastille Design Center, Paris, avril 2019.
- Page(s accueille Bernard Noël, palais de la femme, Paris, novembre 2019.
- Jubilé de la gravure originale (1970-2020), Fondation Taylor, Paris, 2020[34].
- Divertissements typographiques - Deux siècles de création autour des archives Deberny-Peignot, Bibliothèque Forney, Paris, octobre-décembre 2020.
- Galerie AVM, 42, rue Caulaincourt, Paris, juin-juillet 2021 (Collective d'été), mars-juin 2022 (Black and white), octobre-novembre 2023 (Collective de rentrée).
- Salon de la bibliophilie, place Saint-Sulpice, Paris, mai 2022, mai-juin 2023[14], juin 2024.
- Écriture, textes et images gravées - José San Martin et Violaine Fayolle, artistes invités (dans le cadre du festival « Quartier du livre » organisé par la mairie du 5e arrondissement de Paris), Galerie Anaphora, Paris, mai-juillet 2022.
- Imprimerie des Arts, Genève, avril-juin 2023.
- Grabados d'hier et d'aujourd'hui, Fondation Taylor, Paris, mai-juin 2023.
- Livres sur table - José San Martin, Léon Diaz-Ronda, Enseigne des Oudin, ', rue Martel, Paris, mai 2025.

### Conférences
- José San Martin, Le livre d'artiste, Musée Soulages, Rodez, 9 novembre 2017.

## Réception critique
« Les formes cernées de noir, les couleurs vives et élémentaires font penser au verre coloré du vitrail mais, dans l'œuvre de José San Martin, la ligne soudain dévie, rompant la logique du contour et suscitant l'ouverture imminente au-delà d'une tension retenue jusqu'à l'étouffement. Ainsi le poète et le graveur ont-ils pu retenir sous un même chapiteau, le temps de cette création commune, leurs idées et leur talent pour que revive cette enfance enfouie en eux, pour que s'anime ce rêve à jamais disparu que l'œil intérieur traque indéfiniment. »

— Martine Mauvieux

« Les livres de José San Martin mêlent les mots, les images et l'amitié. Réalisés avec la complicité d'artistes qui souvent sont des amis, ils sont le fruit d'une maturation lente d'idées et de sentiments. Chaque livre est l'occasion d'une recherche, d'un renouvellement, d'une avancée. Les combinaisons étant infinies, José San Martin n'a pas encore épuisé les rencontres possibles et aime lancer sans cesse de nouvelles propositions, invitant poètes et plasticiens à dialoguer. Mais son goût pour les mots se retrouve aussi dans ses peintures où les collages introduisent des pages de cahiers d'écolier, des minutes de notaires ou des entrefilets de journaux. Mélange de signes manuscrits et typographiés qui se marient dans la couleur et tissent un lien entre ses différentes formes d'expression. »

— Françoise Seince

« La part du visible se reconnaît dans les personnages qui peuplent l'ensemble de l'œuvre, gravée ou peinte… Ces créatures — souvent saltimbanques, marionnettes ou autres figures — saisies par un trait appuyé qui les structure et les défigure, vivent dans l'ambivalence d'une "conscience au monde", celle de l'artiste en alerte, entre déchirure et nécessaire fantasmagorie. »

— Christophe Dorny

« Les livres de José San Martin sont magiques, ils sont tous la réussite, le résultat d'un art, comme d'une recette magique qui a fonctionné. Ce que d'aucuns nomment souvent "l'alchimie" du créateur. »

— Frédérik Reitz

« La figure marquante liée aux œuvres récentes de José San Martin est l'écrivain et homme de théâtre Fernando Arrabal… À bien y regarder, l'impression d'abstraction se modifie progressivement, des figures-repères apparaissent, des histoires se racontent. L'humour, les jeux sur les mots et l'esprit sarcastique du poète se retrouvent sur les pochoirs comme sur les bois gravés de José San Martin. Celui-ci utilise parfois comme supports des antiphonaires ou des actes notariés, de préférence imprimés avant 1850 pour la qualité de leur papier. Il s'approprie les fonds existants qui provoquent son imaginaire : toute trace de texte ou d'image - une lettrine, un plan de ville, des fragments végétaux - devient un élément de construction pour l'artiste. »

— Marie Akar

## Musées et collections publiques

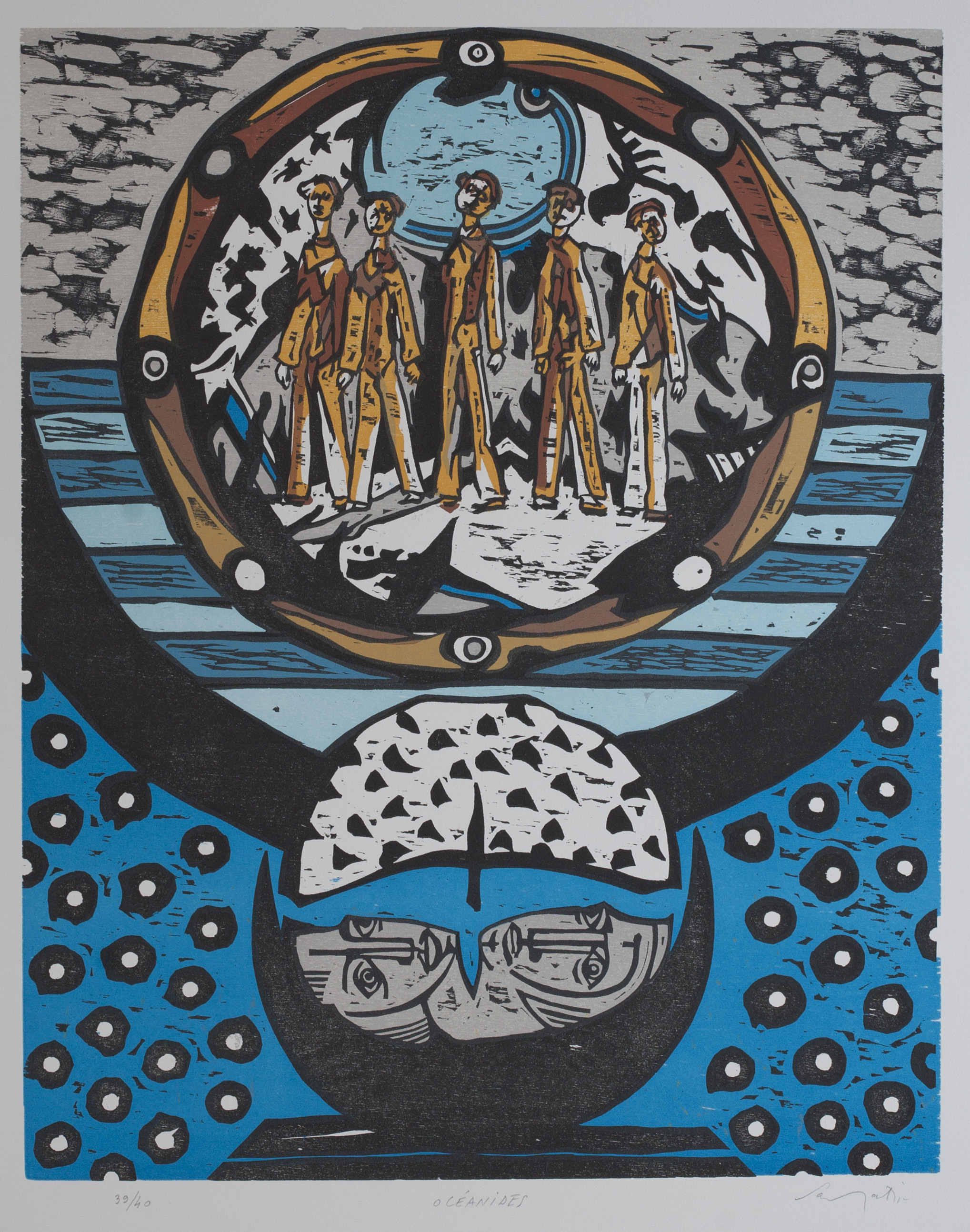
José San Martin, Océanides, gravure sur bois,, 2013.

### Allemagne
- Staats-und Universitätsbibliotek Dresden, Dresde.

### Belgique
- Bibliotheca Wittockiana, Woluwe-Saint-Pierre (région de Bruxelles-Capitale).

### Espagne
- Musée Máximo Ramos, Ferrol.
- Centre de gravure contemporaine, La Corogne.
- Bibliothèque nationale d'Espagne, Madrid.

### États-Unis
- Owen D. Young Library, St. Lawrence University, Canton (New York).
- Michigan State University, Special collection Library, Détroit (Michigan).

### France
- Cabinet des estampes de la Bibliothèque nationale de France, Paris, Parade, gravure sur bois, 1982[12].
- Bibliothèque nationale de France, Paris, réserve des livres rares.
- Bibliothèque Forney, Paris.
- Bibliothèque Sainte-Geneviève, Paris.
- Musée du dessin et de l'estampe originale de Gravelines.
- Espace Goya, Bordeaux.
- Médiathèque de Joué-lès-Tours, Reptation de Michel Butor, l'un des 12 exemplaires[38].
- Médiathèque municipale de Saint-Cloud.
- Médiathèque Équinoxe de Châteauroux, Sève au soleil, texte autographe de Ramon Safon sur des peintures de José San Martin, l'un des 6 exemplaires.
- Bibliothèques et médiathèques départementales des Alpes-Maritimes (Nice), de la Haute-Garonne (Toulouse), du Gers (Auch), d'Ille-et-Vilaine (Bécherel), de l'Orne (Alençon), du Puy-de-Dôme (Clermont-Ferrand), de Tarn-et-Garonne (Montauban).
- Artothèques d'Angoulême (ACAPA)[39], Annecy, Compiègne, Évreux, Mers-les-Bains (espace Jacques-Prévert), Miramas, Poitiers, La Roche-sur-Yon, La Rochelle, Toulouse.
- Bibliothèque municipale Aragon, Le Pont-de-Claix.
- Bibliothèque d'étude et du patrimoine, Toulouse.
- Collection Livres d'artistes de la médiathèque d'Issy-les-Moulineaux[40].

Ainsi que les bibliothèques-médiathèques de :
- Aix-en-Provence
- Anglet
- Auch
- Auxerre
- Avallon
- Bayeux
- Blois
- Boulogne-Billancourt
- Bourges
- Brest
- Brive-la-Gaillarde
- Caen
- Châlons-en-Champagne
- Chambéry
- Châteaudun
- Châtellerault
- Colomiers
- Courbevoie
- Dijon[31]
- Douai
- Grasse
- La Flèche
- Le Havre
- Issoudun
- Limoges
- Marseille
- Meaux
- Mérignac
- Metz
- Monaco
- Montpellier
- Mulhouse
- Nancy
- Nantes
- Narbonne
- Nice
- Nîmes
- Orléans
- Oullins
- Pamiers
- Poitiers
- Quimper
- Rennes
- La Riche
- Riom
- Romorantin-Lanthenay
- Roubaix
- Les Sables-d'Olonne
- Saint-Brieuc
- Saintes
- Saint-Priest
- Saint-Quentin-en-Yvelines
- Saint-Vallier
- Saumur
- Strasbourg
- Thionville
- Toulon
- Toulouse
- Uzès
- Valence
- Valenciennes
- Vannes
- Versailles

### Liban
- Bibliothèque nationale du Liban, Beyrouth.

### Luxembourg
- Bibliothèque nationale de Luxembourg.

### Mexique
- Musée de l'estampe, Mexico.

### Royaume-Uni
- British Library, Londres.

### Suisse
- Bibliothèque nationale suisse, Berne.
- Bibliothèque cantonale et universitaire, Lausanne.
- Bibliothèque publique et universitaire de Neuchâtel.

## Articles de presse
- Blandine Bouret, « José San Martin à la Galerie Claude Hémery », Nouvelles de l'estampe, no 64-65, juillet-octobre 1982.
- Philippe Vallet, Le Magazine de Philippe Vallet, journal de 8 h 00 de France Musique, 14 février 1986.
- « José San Martin - La gravure sur bois », Art et métier du livre, n°143, février 1987.
- Claude Libert, « Le trait gravé », Le Figaro, 30 juin 1987.
- Michel Méresse, « Le livre à deux mains », Art et Métiers du Livre, no 152, octobre-novembre 1988.
- Alan Chatham de Bolivar, « Bois en champs levés », Art et Métiers du Livre, no 158, novembre-décembre 1989.
- Angeles Vasquez, Las fronteras de la plastica han desaparecido : José San Martin, Uno mas uno, 14 avril 1989.
- Martine Mauvieux, « José San Martin en Galice », Nouvelles de l'estampe, no 111, juillet 1990.
- Françoise Monnin, « Les pantins dans la ville », Artension, septembre-octobre 1990.
- Marc Hérissé, « José San Martin », La Gazette de l'Hôtel Drouot, 22 novembre 1991.
- Thierry Griois, « La gravure sur bois à l'honneur », Le Courrier picard, novembre 1992.
- Tomas Paredes, José San Martin, pintor de nuestro tiempo, El Punto de las Artes, du 12 au 18 décembre 1993.
- Jean-Jacques Lévêque, Le Quotidien de Paris, 18 décembre 1993.
- Javier Rubio Nomblot, Seis grabadores franceses : figuras y misterios, El Punto de las Artes, du 28 oct.au 3 nov. 1994.
- Pierre-Marc Levergeois, « Livres écrits », Demeures et Châteaux, no 89, mars 1996.
- Françoise Seince, « Livres écrits », Courrier des métiers d'art, mars 1996.
- Tomas Paredes, José San Martin : libros, pinturas, grabado, El Punto de las Artes, du 22 au 28 mars 1996.
- Marie-Madeleine Pugliesi-Conti, « Au pays des contrastes de José San Martin », Corse-Matin, 17 mai 1998.
- Patrice Antona, « Dialogue avec José San Martin », l'émission Nota Bene, Radio Corse Frequenza Mora , 16 mai 1998.
- Françoise Seince, « Livres écrits II », Courrier des métiers d'art, no 174, septembre-octobre 1998.
- Pierre-Marc Levergeois, « Livres écrits II », Nouvelles de l'Estampe, no 159, juillet 1998.
- Sylviane Cernois, « Création complice », Sud Ouest, samedi 8 juillet 2000.
- Maya Alonso, « Rencontre hispanique », La Dépêche du Midi, mercredi 26 juillet 2000.
- Simone Dufour, « Deux frères dans l'art », Sud-Ouest, mardi 26 décembre 2000.
- Christophe Comentale, Yeux divers : Jeu d'hiver, Art et Métiers du Livre, no 225, juillet-août-septembre 2001.
- La galerie Thibault à l'heure espagnole, Ouest-France, 22 avril 2002.
- Gilbert Birnbach, Livres d'aujourd'hui, Le Magazine du bibliophile, no 22, novembre 2002.
- Christophe Comentale et Marie-Paule Peronnet, 6e édition du Salon Page(s), « Notre sélection de livres d'artiste », Art et Métiers du Livre, n° 234, février-mars 2003
- Jacques Renoux, José San Martin : « Livres écrits III », Le Magazine du bibliophile, n° 28, juin 2003.
- Tomas Paredes, José San Martin : libros, pinturas y grabados, El Punto de las Artes, du 20 au 26 juin 2003
- Jean-Pierre Thomas, Issy célèbre la bibliophilie et Éloge du livre manuscrit dans le dossier Livre d'artiste, La revue BIBLIOthèque(s), n° 10, août 2003
- Serge Dumont, « Christian Loucau a créé les zarbres pour ses arbres », Le Magazine du bibliophile, n° 43, déc. 2004/janv. 2005.
- Jacques Renoux, « José San Martin : à trois, c'est mieux », Le Magazine du bibliophile, no 57, octobre 2006.
- Tomas Paredes, Perfil, José San Martin, Hay una aculturacion que pesa sobre los artistas plasticos, El Punto de las Artes, du 12 au 18 janvier 2007.
- Christophe Comentale, « Fiestas », Art et Métiers du Livre, n° 259, avril-mai 2007.
- Tomas Paredes, Picasso, Dali, Miró, Clavé, Cortot, San Martin : El libro de artista, de Matisse a hoy, El Punto de las Artes, du 15 au 21 juin 2007.
- Christophe Comentale, « Été », Art et Métiers du Livre, n° 266, mai-juin 2008.
- Christophe Comentale, « Duomo », Art et Métiers du Livre, n° 267, juillet-août 2008.
- Christophe Comentale, « Cartographie », Art et Métiers du Livre, n° 272, mai-juin 2009.
- Christophe Comentale, « Alfred de Musset », Art et Métiers du Livre, n° 274, septembre-octobre 2009.
- E. Mismes, « L'atelier Vincent Auger, un héritage rare, un savoir-faire d'élite », Art et Métiers du Livre, n° 274, septembre-octobre 2009.
- Christophe Comentale, « La muraille de houx », Art et Métiers du Livre, n° 275, novembre-décembre 2009.
- Gilles Kraemer, , « Page(s) 2009 », Nouvelles de l’Estampe, n° 227-228, décembre 2009-février 2010.
- Christophe Comentale, « Écritures », Art et Métiers du Livre, n° 293, novembre-décembre 2012.
- Rui Dos Santos, Journées du Patrimoine : le Conservatoire au diapason, Centre Presse, du vendredi 13 septembre 2013.
- Christophe Comentale, A mots couverts, Art et Métiers du Livre, n° 299, novembre-décembre 2013.
- Christophe Comentale, « Un voisin », Art et Métiers du Livre, n° 303, juillet-août 2014.
- Christophe Comentale, « Les livres d'artiste de José San Martin - José San Martin aux confins du signe et de l'image », Art et Métiers du Livre, n° 311, novembre-décembre 2015.
- Christophe Comentale, « La gravure originale, cinquante ans d'édition d'estampes », Art et Métiers du Livre, n°342, janvier-février 2021.
- Christophe Comentale, « Le livre, support de création », Art et Métiers du Livre, no 344, avril 2021.
- Marie Akar, « Œuvres de José San Martin », Art et Métiers du Livre, no 346, septembre 2021.
- Marie Akar, « Pochoirs de José San Martin », Art et Métiers du Livre, no 362, mai-juin 2024.

## Filmographie
- Impression artisanale sur presse manuelle par Christian Laucou de "L'Orme", gravure sur bois de José San Martin pour l'un des vingt-six cahiers (textes en prose poétique de Gérard Bialestowski) de "Des nouvelles des arbres", Christian Laucou, 1999-2004 (visionner en ligne - Durée : 15 min 57 s).
- Atelier José San Martin - Réalisation de N&B, « Le Livre Muet », film de Dominique de Graeve, 2017 (durée : 42 min), projection au Musée Soulages, Rodez, 9 novembre 2017.
- Ugo da Carpi et le clair-obscur - Diogène et le bipède sans plumes, film de Bertrand Renaudineau et Gérard Emmanuel da Silva (une séquence du film montre José San Martin réalisant une estampe en cinq planches), productions Gallix, 2018 (durée : 40 min).

## CD-Roms
- Jörge de Sousa, L'Estampe, objet rare, Point et marge éditions, Paris[42].
- Pierre Souchaud, Art présent Paris, 1996.
- José San Martin, Les Techniques de l'estampe, interview de l'artiste, Édition d'art Lana, Paris, 2001.